# باشگاه فوتبال استقلال تهران در فصل ۹۹–۱۳۹۸
باشگاه فوتبال استقلال در فصل ۹۹–۱۳۹۸ هفتاد و چهارمین فصل فعالیت باشگاه فوتبال استقلال در فوتبال ایران و بیست و یکمین فصل حضور این تیم در رقابت‌های آسیایی است. استقلال در این فصل در نوزدهمین دوره لیگ برتر خلیج فارس، سی و سومین دوره جام حذفی ایران و سی و ششمین دوره لیگ قهرمانان آسیا شرکت کرد.
تیم استقلال در این فصل یکی از طولانی‌ترین و پرحاشیه‌ترین فصل‌های تاریخش را پشت سر گذاشت: در میانه‌های فصل برگزاری رقابت‌ها به دلیل دنیاگیری کروناویروس در ایران برای مدتی طولانی متوقف شد و حتی ادامه فصل در هاله‌ای از ابهام فرو رفت. استقلال در طول فصل ۲ بار مربی عوض کرد و در چند مسابقه بدون سرمربی بود، سمت مدیرعاملی باشگاه ۴ مرتبه دست به دست شد که ۲ مورد از این تغییرات تنها سرپرست موقت بودند و نتوانستند به سمت مدیرعاملی برسند. فیفا در هفته‌های پایانی فصل و به دلیل بدهی استقلال به وینفرد شفر، مربی پیشین استقلال پنجره نقل و انتقالاتی این تیم را بست و استقلال نتوانست از خریدهای تابستانی‌اش برای حضور در ادامه مسابقات لیگ قهرمانان آسیا ۲۰۲۰ استفاده کند. مجموع این اتفاقات باعث شدند تا آرش برهانی بازیکن پیشکسوت استقلال این فصل را عجیب‌ترین فصل استقلال نام دهد.
استقلال در آغاز این فصل تغییرات بسیاری به خود دید؛ سرمربی و کادر مربی‌گری تیم به طور کامل عوض شدند، پانزده بازیکن فصل قبل استقلال از این تیم کنار رفتند، تعدادی از عوامل کادر اجرایی باشگاه نیز از سمت خود استعفا دادند تا پیش از آغاز فصل استقلال شاهد تغییرات فراوانی باشد. بعد از انتظارات فراوان آندره‌آ استراماچونی، مربی ایتالیایی که سابقه کار در تیم‌های سری آ ایتالیا را داشت به عنوان سرمربی استقلال برگزیده شد. استقلال در هفته‌های نخست لیگ برتر چندان خوب نتیجه نگرفت اما در هفته‌های بعدی با جبران نتایج ضعیف توانست به صدر جدول لیگ برسد. بعد از صدرنشینی در لیگ برتر استراماچونی که از نحوه پرداخت دستمزدش رضایت نداشت از سمت خود استعفا داد و ایران را ترک کرد. به دنبال این اتفاق استقلال وارد چند هفته پرتنش و پرحاشیه شد و برای نخستین بار در در تاریخ ۷۵ ساله‌اش، این باشگاه در ۳ بازی لیگ بدون حضور سرمربی به میدان رفت. حاشیه‌های جدایی استراماچونی آنقدر زیاد بودند که مدیرعامل وقت استقلال، امیرحسین فتحی نیز از سمت خود کنار رفت و در همان زمان که یم بدون مربی بود سمت مدیرعاملی خالی ماند تا استقلال همزمان بدون مربی و مدیر باشد. در نیمه دی ۱۳۹۸ فرهاد مجیدی بازیکن و دستیار مربی پیشین استقلال به عنوان مربی جدید استقلال برگزیده شد. استقلال با مجیدی در پلی‌آف لیگ قهرمانان آسیا خوب نتیجه گرفت و تیم توانست به راحتی به مرحله گروهی صعود کند اما ادامه رقابت‌های لیگ قهرمانان آسیا به دلیل دنیاگیری کرونا ویروس در آسیا به پایان فصل موکول شد. در رقابت‌های لیگ برتر استقلال امتیازهای فراوانی از دست داد و در نهایت نتوانست رتبه‌ای بهتر از دومی کسب کند. در جام حذفی نیز با وجود پیروزی برابر تیم‌های سپاهان و پرسپولیس در مرحله‌های یک چهارم نهایی و نیمه‌نهایی در نهایت در دیدار فینال و در یک مسابقه جنجالی با نتیجه ۳-۲ مغلوب تراکتور تبریز شد و علاوه بر از دست دادن عنوان قهرمانی شانس حضور مستقیم در مرحله گروهی لیگ قهرمانان آسیا ۲۰۲۱ و سوپر جام ایران ۱۳۹۹ را نیز از دست داد. مجیدی که حتی پیش از دیدار فینال از سمت خود استعفا داده بود بعد از این مسابقه استقلال را ترک کرد تا استقلال برای دومین بار در طول فصل بدون مربی بماند. مدتی بعد از جدایی مجیدی و بعد از چند روز پرحاشیه و پرتنش که به اعتراض هواداران استقلال در مقابل دفتر این باشگاه و فدراسیون فوتبال نیز انجامید مجید نامجو مطلق به عنوان مربی موقت استقلال برگزیده شد و به این ترتیب استقلال برای دومین فصل پیاپی با یک مربی موقت فصل را به پایان رساند. در روزهای پایانی فصل استقلال در ادامه مسابقات لیگ قهرمانان آسیا حاضر و  با صعود از گروهش در مرحله یک هشتم نهایی حاضر شد.

## پیش‌زمینه

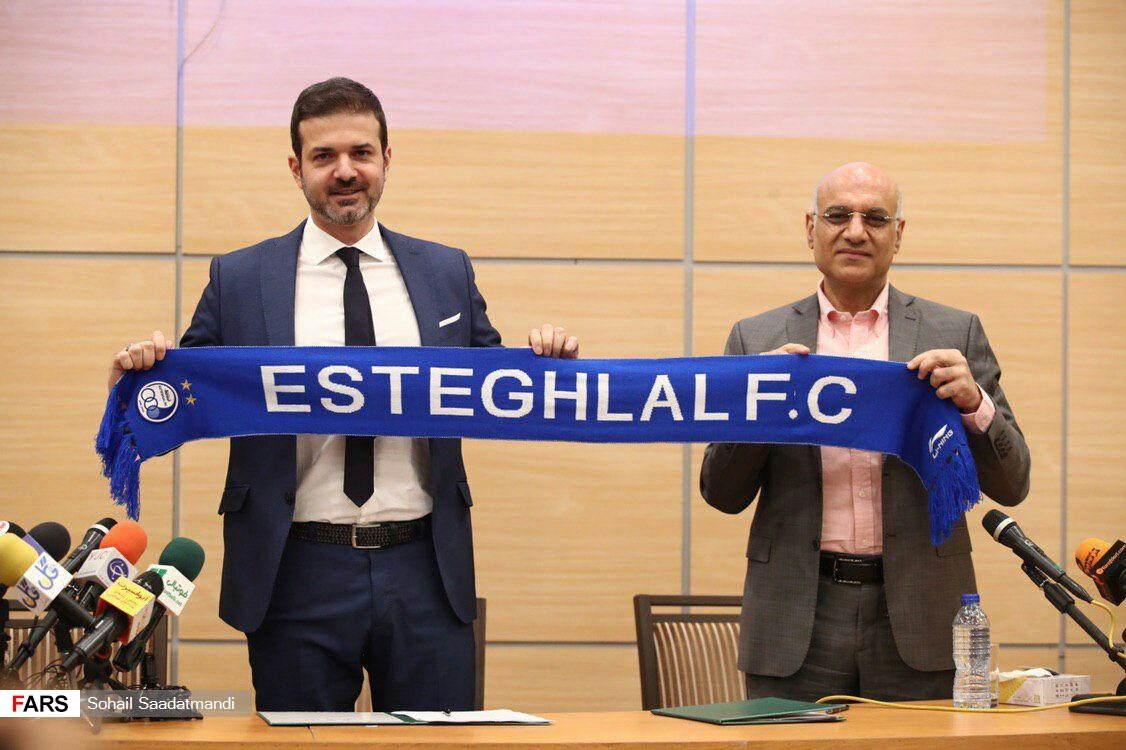
در ۳۰ خرداد ۱۳۹۸ آندره‌آ استراماچونی با حضور پیشکسوتان باشگاه و اصحاب رسانه رسماً به عنوان سرمربی جدید تیم معرفی شد.

استقلال در حالی این فصل را آغاز کرد که فصل ۹۸–۱۳۹۷ را خوب به پایان نبرده بود و در اواخر فصل دست به تغییر مربی خود. وینفرد شفر سرمربی آلمانی استقلال در اواخر فصل به دلیل نتایج ضعیف در لیگ برتر ۹۸–۱۳۹۷ و لیگ قهرمانان آسیا ۲۰۱۹ از کار خود بر کنار شد و فرهاد مجیدی دستیارش به شکل موقت و تا پایان فصل سرمربی استقلال شد تا استقلال برای دومین فصل متوالی دست به تغییر سرمربی‌اش بزند. در پایان فصل نیز جریان انتخاب سرمربی جدید بسیار طولانی شد تا استقلال همچون فصل‌های اخیر زمان پیش فصل را بدون برنامه‌ریزی خاصی از دست دهد.

## نقل و انتقالات
استقلال همچون فصل‌های پیشین در زمان نقل و انتقالات جابجایی‌های فراوانی را در ترکیب خود دید. با اتمام فصل ۹۸–۱۳۹۷ شش بازیکن این تیم به سرعت استقلال را ترک کردند و در حالی که تیم هنوز سرمربی جدید خود را نمی‌شناخت تعدادی بازیکن جدید جذب تیم شدند.

### گسستگان
با پایان فصل ۹۸–۱۳۹۷ گادوین منشا و اسماعیل گونسالوس به دلیل عملکرد ضعیف خود از استقلال جدا شدند. تحریم بین‌المللی ایران و مشکلات برای پرداخت حقوق بازیکنان خارجی و گرانی دلار نیز از دیگر دلایل جدایی بازیکنان خارجی استقلال برشمرده شد. اللهیار صیادمنش دیگر بازیکن استقلال بود که در زمان نقل و انتقالات پیش فصل ۹۹–۱۳۹۸ استقلال را به مقصد فنرباغچه ترکیه ترک کرد. مبلغ قرارداد وی ۱ میلیون دلار اعلام شد. خسرو حیدری مدافع کهنه‌کار استقلال دیگر بازیکنی بود که با پایان فصل ۹۸–۱۳۹۷ از دنیای فوتبال خداحافظی کرد. همام طارق نیز در زمان مربی‌گری فرهاد مجیدی از فهرست استقلال کنار گذاشته شده بود با کنار رفتن مجیدی از سرمربی‌گری در استقلال اعلام کرد که خواهان ماندن در استقلال است اما در نهایت با اعلام رسمی باشگاه استقلال طارق نیز از ترکیب استقلال کنار گذاشته شد. مهدی رحمتی دروازه‌بان با سابقه استقلال دیگر بازیکنی بود که پیش از این فصل استقلال را به قصد تیم شهرخودرو مشهد ترک کرد. پژمان منتظری مدافع باتجربه استقلال نیز دیگر بازیکنی بود که از دنیای فوتبال خداحافظی کرد تا وی نیز استقلال را ترک کرده باشد. در ۴ تیر میثم تیموری و فرشاد محمدی‌مهر مدافعان استقلال که تنها یک فصل قبل به جمع بازیکنان این تیم پیوسته بودند نیز از این تیم جدا شدند. بعد از بازی دوستانه استقلال و نیروی زمینی و به دنبال درگیری و مشاجره سه بازیکن استقلال، آرمین سهرابیان، روح‌الله باقری و رضا کریمی، استراماچونی اعلام کرد که به حضور آنان دیگر نیازی ندارد و این بازیکنان باید به باشگاه دیگری بروند. آیاندا پاتوسی دیگر بازیکن استقلال بود که در تیر ماه از این تیم جدا شد. پاتوسی در حالی از این تیم جدا شد که در نیم فصل دوم ۹۸–۱۳۹۷ در استقلال حضور درخشانی داشت و استراماچونی مربی استقلال درخواست کرده بود که پاتوسی تحت هر شرایطی باید در تیم بماند. زکریا مرادی و امیرحسین پورمحمد دو بازیکن جوان استقلال که فصل پیش و در پنجره نقل و انتقالات زمستانی از تیم امیدهای استقلال به تیم اصلی پیوسته بودند در آخرین روزهای تمرینات پیش فصل از سوی استراماچونی از فهرست استقلال کنار گذاشته شدند.
سید محسن کریمی و مرتضی آقاخان دیگر بازیکنانی بودند که به علت مصدومیت بلند مدت تمام فصل را از دست دادند و از لیست بازیکنان خارج شدند اما قرار داد آن ها برای فصل آینده تمدید نشد. مرتضی آقاخان در نیم فصل به سایپا پیوست.
همچنین بازیکنانی مثل میلاد باقری و سجاد آقایی به علت اینکه کمتر فرصت حضور در میدان را پیدا میکردند با صلاح دید کادر فنی به ترتیب با قرار دادهایی دائمی و قرضی جدا شدند.
| جداشدگان تابستانی استقلال در فصل ۹۹–۱۳۹۸ | جداشدگان تابستانی استقلال در فصل ۹۹–۱۳۹۸ | جداشدگان تابستانی استقلال در فصل ۹۹–۱۳۹۸ | جداشدگان تابستانی استقلال در فصل ۹۹–۱۳۹۸ | جداشدگان تابستانی استقلال در فصل ۹۹–۱۳۹۸ | جداشدگان تابستانی استقلال در فصل ۹۹–۱۳۹۸ | جداشدگان تابستانی استقلال در فصل ۹۹–۱۳۹۸ | جداشدگان تابستانی استقلال در فصل ۹۹–۱۳۹۸ | جداشدگان تابستانی استقلال در فصل ۹۹–۱۳۹۸ |
| ش.                                       | پ.                                       | م.                                       | نام                                      | سن                                       | به تیم                                   | مبلغ یا نوع انتقال                       | تاریخ                                    | منبع                                     |
| ---------------------------------------- | ---------------------------------------- | ---------------------------------------- | ---------------------------------------- | ---------------------------------------- | ---------------------------------------- | ---------------------------------------- | ---------------------------------------- | ---------------------------------------- |
| ۲                                        | مدافع                                    | ایران                                    | خسرو حیدری                               | ۳۵                                       | خداحافظی از فوتبال                       | خداحافظی از فوتبال                       | خداحافظی از فوتبال                       | [ ۱۹ ]                                   |
| ۹۰                                       | مهاجم                                    | نیجریه                                   | گادوین منشا                              | ۲۹                                       | عجمان                                    | دائم                                     |                                          | [ ۵ ]                                    |
| ۲۰                                       | مهاجم                                    | گینه بیسائو                              | اسماعیل گنسالوس                          | ۲۸                                       | ماتسوموتو یاماگا                         | دائم                                     |                                          | [ ۵ ]                                    |
| ۱۶                                       | مهاجم                                    | ایران                                    | اللهیار صیادمنش                          | ۱۷                                       | فنرباغچه                                 | دائم                                     |                                          | [ ۲۰ ]                                   |
| ۱                                        | دروازه‌بان                                | ایران                                    | سید مهدی رحمتی                           | ۳۶                                       | شهرخودرو                                 | دائم                                     |                                          | [ ۲۱ ]                                   |
| ۳۳                                       | مدافع                                    | ایران                                    | پژمان منتظری                             | ۳۵                                       | الخریطیات                                | دائم                                     |                                          | [ ۲۲ ]                                   |
| ۱۲                                       | مدافع                                    | ایران                                    | میثم تیموری                              | ۲۶                                       | تراکتور                                  | دائم                                     |                                          | [ ۲۳ ]                                   |
| ۴۴                                       | مدافع                                    | ایران                                    | فرشاد محمدی‌مهر                           | ۲۵                                       | شهرخودرو                                 | دائم                                     |                                          | [ ۲۴ ]                                   |
| ۱۰                                       | مهاجم                                    | ایران                                    | روح‌الله باقری                            | ۲۸                                       | شهرخودرو                                 | دائم                                     |                                          | [ ۲۵ ]                                   |
| ۱۳                                       | مدافع                                    | ایران                                    | آرمین سهرابیان                           | ۲۳                                       | سایپا                                    | دائم                                     |                                          | [ ۲۵ ]                                   |
| ۸۸                                       | هافبک                                    | ایران                                    | رضا کریمی                                | ۲۰                                       | ماشین سازی                               | دائم                                     |                                          | [ ۲۵ ]                                   |
| ۱۷                                       | هافبک                                    | عراق                                     | همام طارق                                | ۲۳                                       | اسماعیلی                                 | دائم                                     |                                          | [ ۲۶ ]                                   |
| ۵                                        | هافبک                                    | آفریقای جنوبی                            | آیاندا پاتوسی                            | ۲۷                                       | بنی‌یاس                                   | دائم                                     |                                          | [ ۲۷ ]                                   |
|                                          | مهاجم                                    | ایران                                    | رضا مغانلو                               | ۱۹                                       |                                          | دائم                                     |                                          | [ ۲۸ ]                                   |
| ۲۲                                       | دروازه‌بان                                | ایران                                    | مهدی نوراللهی                            | ۲۰                                       | سایپا                                    | دائم                                     |                                          | [ ۲۹ ]                                   |
| ۳۸                                       | مهاجم                                    | ایران                                    | معراج پورتقی                             | ۱۹                                       | داماش گیلان                              | دائم                                     |                                          | [ ۳۰ ]                                   |
|                                          | هافبک                                    | ایران                                    | امیرحسین پورمحمد                         | ۱۹                                       |                                          | دائم                                     |                                          | [ ۳۱ ]                                   |
| ۲۸                                       | مهاجم                                    | ایران                                    | سید محسن کریمی                           | ۲۵                                       |                                          | دائم                                     |                                          | [ ۱۵ ]                                   |
| ۹۸                                       | مهاجم                                    | ایران                                    | مرتضی آقاخان                             | ۲۶                                       | سایپا                                    | دائم                                     |                                          | [ ۱۶ ]                                   |
| ۴۴                                       | مدافع                                    | ایران                                    | میلاد باقری                              | ۲۵                                       | پارس جنوبی جم                            | دائم                                     |                                          | [ ۱۷ ]                                   |
| ۹۹                                       | مهاجم                                    | ایران                                    | سجاد آقایی                               | ۲۰                                       | ذوب آهن                                  | قرضی                                     |                                          | [ ۱۸ ]                                   |

تاریخ به‌ روز رسانی: ۱۳ بهمن ۱۳۹۸

### پیوستگان

#### تابستان
محمد بلبلی، علی دشتی، سیاوش یزدانی، میلاد باقری و مسعود ریگی نخستین خریدهای تابستانی استقلال بودند. این بازیکن‌ها که همگی از تیم‌های لیگ برتر و لیگ آزادگان ایران می‌آمدند بعد از پیوستن استراماچونی به استقلال به شکل رسمی با استقلال قرارداد بستند تا از همان روز نخست تمرین‌های پیش‌فصل در کنار تیم باشند. بعد از شروع تمرین‌های استقلال و در حالی که این تیم برای اردوی پیش‌فصل به ترکیه رفته بود آرش رضاوند و شیخ دیاباته نیز به استقلال پیوستند.
| خریدهای تابستانی استقلال در فصل ۹۹–۱۳۹۸ | خریدهای تابستانی استقلال در فصل ۹۹–۱۳۹۸ | خریدهای تابستانی استقلال در فصل ۹۹–۱۳۹۸ | خریدهای تابستانی استقلال در فصل ۹۹–۱۳۹۸ | خریدهای تابستانی استقلال در فصل ۹۹–۱۳۹۸ | خریدهای تابستانی استقلال در فصل ۹۹–۱۳۹۸ | خریدهای تابستانی استقلال در فصل ۹۹–۱۳۹۸ | خریدهای تابستانی استقلال در فصل ۹۹–۱۳۹۸ | خریدهای تابستانی استقلال در فصل ۹۹–۱۳۹۸ | خریدهای تابستانی استقلال در فصل ۹۹–۱۳۹۸ | خریدهای تابستانی استقلال در فصل ۹۹–۱۳۹۸ |
| ش.                                      | پ.                                      | م.                                      | نام                                     | سن                                      | از تیم                                  | نوع                                     | تاریخ                                   | پایان قرارداد                           | منبع                                    |                                         |
| --------------------------------------- | --------------------------------------- | --------------------------------------- | --------------------------------------- | --------------------------------------- | --------------------------------------- | --------------------------------------- | --------------------------------------- | --------------------------------------- | --------------------------------------- | --------------------------------------- |
| ۸۰                                      | هافبک                                   | ایران                                   | محمد بلبلی                              | ۲۱                                      | سپیدرود                                 | دائم                                    | ۲ تیر ۱۳۹۸                              | ۱۴۰۲                                    | [ ۳۲ ]                                  |                                         |
| ۹                                       | هافبک تهاجمی                            | ایران                                   | علی دشتی                                | ۲۵                                      | سایپا                                   | دائم                                    | ۲ تیر ۱۳۹۸                              | ۱۴۰۰                                    | [ ۳۳ ]                                  |                                         |
| ۲۲                                      | مدافع                                   | ایران                                   | سیاوش یزدانی                            | ۲۷                                      | سپاهان                                  | دائم                                    | ۲ تیر ۱۳۹۸                              | ۱۴۰۰                                    | [ ۳۴ ]                                  |                                         |
| ۴۴                                      | مدافع                                   | ایران                                   | میلاد باقری                             | ۲۴                                      | مس کرمان                                | دائم                                    | ۲ تیر ۱۳۹۸                              | ۱۴۰۱                                    | [ ۳۵ ]                                  |                                         |
| ۶۶                                      | هافبک                                   | ایران                                   | مسعود ریگی                              | ۲۸                                      | شهرخودرو                                | دائم                                    | ۲ تیر ۱۳۹۸                              | ۱۴۰۰                                    | [ ۳۶ ]                                  |                                         |
| ۸۸                                      | هافبک                                   | ایران                                   | آرش رضاوند                              | ۲۵                                      | سایپا                                   | دائم                                    | ۱۸ تیر ۱۳۹۸                             | ۱۴۰۰                                    | [ ۳۷ ]                                  |                                         |
| ۷                                       | مهاجم                                   | مالی                                    | شیخ دیاباته                             | ۳۱                                      | عثمانلی اسپور                           | دائم                                    | ۱۸ تیر ۱۳۹۸                             | ۱۴۰۰                                    | [ ۳۸ ]                                  |                                         |
| ۵                                       | مدافع                                   | ایران                                   | عارف غلامی                              | ۲۲                                      | فولاد                                   | دائم                                    | ۳۱ تیر ۱۳۹۸                             | ۱۴۰۰                                    | [ ۳۹ ]                                  |                                         |
| ۱۹                                      | دروازه‌بان                               | ایران                                   | حسین پورحمیدی                           | ۲۱                                      | استقلال خوزستان                         | دائم                                    | ۲۳ مرداد ۱۳۹۸                           | ۱۴۰۱                                    | [ ۴۰ ]                                  |                                         |
| ۳۳                                      | مدافع                                   | کرواسی                                  | هروویه میلیچ                            | ۳۰                                      | کروتونه                                 | دائم                                    | ۲۸ مرداد ۱۳۹۸                           | ۱۴۰۰                                    | [ ۴۱ ]                                  |                                         |

### زمستان
امیرارسلان مطهری تنها خرید باشگاه استقلال در نقل و انتقالات نیم فصل بود. سپس این باشگاه برای پر کردن لیست خود با نیکولای بودوروف مدافع میانی با تجربه بلغاری به توافقی پنج ماه دست یافت. اکنون این باشگاه همچنان در لیست خود برای یک بازیکن آسیایی دیگر جای خالی دارد. و این بازیکن در صورت خرید، آخرین نقل و انتقال آبی ها خواهد بود.
| خریدهای زمستانی استقلال در فصل ۹۹–۱۳۹۸ | خریدهای زمستانی استقلال در فصل ۹۹–۱۳۹۸ | خریدهای زمستانی استقلال در فصل ۹۹–۱۳۹۸ | خریدهای زمستانی استقلال در فصل ۹۹–۱۳۹۸ | خریدهای زمستانی استقلال در فصل ۹۹–۱۳۹۸ | خریدهای زمستانی استقلال در فصل ۹۹–۱۳۹۸ | خریدهای زمستانی استقلال در فصل ۹۹–۱۳۹۸ | خریدهای زمستانی استقلال در فصل ۹۹–۱۳۹۸ | خریدهای زمستانی استقلال در فصل ۹۹–۱۳۹۸ | خریدهای زمستانی استقلال در فصل ۹۹–۱۳۹۸ | خریدهای زمستانی استقلال در فصل ۹۹–۱۳۹۸ |
| ش.                                     | پ.                                     | م.                                     | نام                                    | سن                                     | از تیم                                 | نوع                                    | تاریخ                                  | پایان قرارداد                          | منبع                                   |                                        |
| -------------------------------------- | -------------------------------------- | -------------------------------------- | -------------------------------------- | -------------------------------------- | -------------------------------------- | -------------------------------------- | -------------------------------------- | -------------------------------------- | -------------------------------------- | -------------------------------------- |
| ۷۲                                     | مهاجم                                  | ایران                                  | امیرارسلان مطهری                       | ۲۶                                     | ذوب آهن                                | دائم                                   | ۱۸ دی ۱۳۹۸                             | ۱۴۰۰                                   | [ ۴۲ ]                                 |                                        |
| ۲۰                                     | مدافع                                  | بلغارستان                              | نیکولای بودوروف                        | ۳۲                                     | زسکا صوفیه                             | دائم                                   | ۱۰ بهمن ۱۳۹۸                           | ۱۳۹۹                                   | [ ۴۳ ]                                 |                                        |

تاریخ به‌ روز رسانی: ۱۱ بهمن ۱۳۹۸

### بازگشت بازیکنان قرضی
| بازگشت بازیکنان قرضی به استقلال | بازگشت بازیکنان قرضی به استقلال | بازگشت بازیکنان قرضی به استقلال | بازگشت بازیکنان قرضی به استقلال | بازگشت بازیکنان قرضی به استقلال | بازگشت بازیکنان قرضی به استقلال | بازگشت بازیکنان قرضی به استقلال | بازگشت بازیکنان قرضی به استقلال | بازگشت بازیکنان قرضی به استقلال | بازگشت بازیکنان قرضی به استقلال | بازگشت بازیکنان قرضی به استقلال |
| ش.                              | پ.                              | م.                              | نام                             | سن                              | از تیم                          | مبلغ                            | نوع                             | تاریخ                           | پایان قرارداد                   | منبع                            |
| ------------------------------- | ------------------------------- | ------------------------------- | ------------------------------- | ------------------------------- | ------------------------------- | ------------------------------- | ------------------------------- | ------------------------------- | ------------------------------- | ------------------------------- |
| ۳۰                              | مدافع                           | ایران                           | عظیم گوک                        | ۲۳                              | ملوان انزلی                     | نامشخص                          | دائم                            | ۱۷ دی ۱۳۹۸                      | ۱۴۰۰                            | [ ۴۴ ]                          |

تاریخ به‌ روز رسانی: ۱۱ بهمن ۱۳۹۸

### تمدیدها
وریا غفوری اولین تمدیدی این فصل بود که قراردادش را دو سال دیگر با استقلال تمدید کرد تا استقلال این بازیکن ملی‌پوشش را حفظ کند. حسینی نیز پس از غفوری با تمدید قراردادش با استقلال به گلر اول این فصل استقلال بدل گشت. علی کریمی هافبک ملی‌پوش فصل قبل استقلال نیز دیگر بازیکنی بود که بعد از مدت‌ها مذاکره و در حالی که تنها ۵ روز به تاریخ اعلام شده برای آغاز بازی‌های لیگ برتر باقی‌مانده بود قراردادش را با استقلال تمدید کرد. روزبه چشمی دیگر بازیکنی بود که قراردادش با استقلال را تمدید کرد. وی که در خرداد و با پایان فصل قبل لیگ برتر گفته بود که قصد دارد فوتبالش را در خارج از ایران ادامه دهد در نهایت بعد از کش و قوس‌های فراوان قراردادش را برای یک فصل دیگر با استقلال تمدید کرد.

## اعضای باشگاه
| کادر فنی استقلال | کادر فنی استقلال | کادر فنی استقلال   |
| سمت              | فعلی             | پیشین              |
| ---------------- | ---------------- | ------------------ |
| سرمربی           | فرهاد مجیدی      | آندره‌آ استراماچونی |
| مربی             | مجید نامجومطلق   | سباستین لتو        |
| مربی             | نبویشا میلیچیچ   | عمر دانسی          |
| آنالیزور         | صالح مصطفوی      | صالح مصطفوی        |
| بدنساز           | علی ربانی        | مارکو کیسر         |
| مربی دروازه‌بان   | بهزاد غلامپور    | بهزاد غلامپور      |
| سرپرست           | سعید رمضانی      | جواد زرینچه        |
| مدیر آکادمی      | اصغر حاجیلو      | اصغر حاجیلو        |
| پزشک             | دکتر کاوه ستوده  | دکتر کاوه ستوده    |
| فیزیوتراپیست     | دکتر امین نورزوی | دکتر امین نورزوی   |
| ماساژور          | مهرداد رهبری     | مهرداد رهبری       |
| مسئول تدارکات    | مدد جباری        | مدد جباری          |

| پرسنل                             | پرسنل                                                       |
| سمت                               | عضو                                                         |
| --------------------------------- | ----------------------------------------------------------- |
| مدیر عامل                         | امیرحسین فتحی (از اول فصل تا تاریخ ۱۹ آذر)                  |
| مدیر عامل                         | اسماعیل خلیل‌زاده (از ۱۹ آذر) احمد سعادتمند (از فروردین ۹۹ ) |
| سرپرست                            | جواد زرینچه (از اول فصل تا تاریخ ۱۹ آذر)                    |
| سرپرست                            | ستار همدانی (از تاریخ ۲۶ آذر تا تاریخ ۱۷ دی)                |
| سرپرست                            | سعید رمضانی (از تاریخ ۲۳ دی تا تاریخ ۱۳ شهریور)             |
| مدیر رسانه‌ای (سابق)               | محمد نوری‌فر                                                 |
| مدیر رسانه‌ای (جدید)               | فعالیت تمام تیم رسانه ایی نا مشخص می باشد                   |
| عکاس باشگاه                       | رضا سعیدی‌پور                                                |
| فیلمبردار باشگاه                  | امیرعباس رفیعا                                              |
| گرافیست و ادیتور باشگاه           | ساشا نصیری                                                  |
| رئیس کمیته روابط عمومی            | حامد حاجیلو                                                 |
| رئیس کمیته امور مالی              |                                                             |
| رئیس کمیته بین الملل و حقوقی      | افضلی                                                       |
| رئیس کمیته عمران                  |                                                             |
| رئیس کمیته اداری، پشتیبانی و مالی |                                                             |

| هیئت مدیره        | هیئت مدیره      |
| عضو               | سمت             |
| ----------------- | --------------- |
| احمد سعادتمند     | مدیر عامل       |
| اسماعیل خلیل زاده | رئیس هیئت مدیره |
| کامران منزوی      |                 |
| عبدالرضا موسوی    |                 |
| مهدی شریفی        |                 |

| پشتیبانان    | پشتیبانان             |
| ------------ | --------------------- |
| پشتیبان مالی | ایرانسل               |
| پشتیبان مالی | فروشگاه زنجیره‌ای اتکا |
| پشتیبان مالی |                       |
| پشتیبان مالی |                       |

### بازیکنان
| بازیکنان باشگاه فوتبال استقلال تهران در فصل ۹۹–۱۳۹۸ | بازیکنان باشگاه فوتبال استقلال تهران در فصل ۹۹–۱۳۹۸ | بازیکنان باشگاه فوتبال استقلال تهران در فصل ۹۹–۱۳۹۸ | بازیکنان باشگاه فوتبال استقلال تهران در فصل ۹۹–۱۳۹۸ | بازیکنان باشگاه فوتبال استقلال تهران در فصل ۹۹–۱۳۹۸ | بازیکنان باشگاه فوتبال استقلال تهران در فصل ۹۹–۱۳۹۸ | بازیکنان باشگاه فوتبال استقلال تهران در فصل ۹۹–۱۳۹۸ | بازیکنان باشگاه فوتبال استقلال تهران در فصل ۹۹–۱۳۹۸ | بازیکنان باشگاه فوتبال استقلال تهران در فصل ۹۹–۱۳۹۸ |
| ش.                                                  | نام                                                 | م.                                                  | پست(ها)                                             | تاریخ تولد (سن)                                     | آغاز قرارداد                                        | پایان قرارداد                                       | باشگاه قبلی                                         | یادداشت‌ها                                           |
| دروازه‌بانان                                         | دروازه‌بانان                                         | دروازه‌بانان                                         | دروازه‌بانان                                         | دروازه‌بانان                                         | دروازه‌بانان                                         | دروازه‌بانان                                         | دروازه‌بانان                                         | دروازه‌بانان                                         |
| --------------------------------------------------- | --------------------------------------------------- | --------------------------------------------------- | --------------------------------------------------- | --------------------------------------------------- | --------------------------------------------------- | --------------------------------------------------- | --------------------------------------------------- | --------------------------------------------------- |
| ۱                                                   | حسین حسینی                                          | ایران                                               | GK                                                  | ۳۰ ژوئن ۱۹۹۲ (۲۶ سال)                               | ۱۳۹۱                                                | ۱۴۰۰                                                | ملوان انزلی                                         |                                                     |
| ۱۹                                                  | حسین پورحمیدی                                       | ایران                                               | GK                                                  | ۲۴ مارس ۱۹۹۸ (۲۱ سال)                               | ۱۳۹۸                                                | ۱۴۰۱                                                | استقلال خوزستان                                     |                                                     |
| مدافعان                                             |                                                     |                                                     |                                                     |                                                     |                                                     |                                                     |                                                     |                                                     |
| ۳                                                   | میلاد زکی‌پور                                        | ایران                                               | LB / LM                                             | ۲۳ نوامبر ۱۹۹۵ (۲۳ سال)                             | ۱۳۹۵                                                | ۱۴۰۰                                                | نفت تهران                                           |                                                     |
| ۵                                                   | عارف غلامی                                          | ایران                                               | CB                                                  | ۱۹ آوریل ۱۹۹۷ (۲۲ سال)                              | ۱۳۹۸                                                | ۱۴۰۰                                                | فولاد خوزستان                                       |                                                     |
| ۵۷                                                  | شاهین طاهرخانی                                      | ایران                                               | CB                                                  | ۷ ژانویه ۱۹۹۷ (۲۲ سال)                              | ۱۳۹۷                                                | ۱۴۰۲                                                | پیکان تهران                                         |                                                     |
| ۲۱                                                  | وریا غفوری                                          | ایران                                               | RB / RW                                             | ۲۰ سپتامبر ۱۹۸۷ (۳۱ سال)                            | ۱۳۹۵                                                | ۱۴۰۰                                                | سپاهان اصفهان                                       |                                                     |
| ۷۰                                                  | محمد دانشگر                                         | ایران                                               | CB                                                  | ۲۰ ژانویه ۱۹۹۴ (۲۵ سال)                             | ۱۳۹۷                                                | ۱۳۹۹                                                | سایپا                                               |                                                     |
| ۲۲                                                  | سیاوش یزدانی                                        | ایران                                               | CB / LB                                             | ۲ مارس ۱۹۹۲ (۲۷ سال)                                | ۱۳۹۸                                                | ۱۴۰۰                                                | سپاهان اصفهان                                       |                                                     |
| ۳۳                                                  | هروویه میلیچ                                        | کرواسی                                              | LB / LM                                             | ۱۰ می ۱۹۸۹ (۳۰ سال)                                 | ۱۳۹۸                                                | ۱۴۰۰                                                | کروتونه                                             |                                                     |
| ۳۰                                                  | عظیم گوک                                            | ایران                                               | CB                                                  | ۲۵ ژانویه ۱۹۹۶ (۲۳ سال)                             | ۱۳۹۸                                                | ۱۴۰۰                                                | ملوان انزلی                                         |                                                     |
| ۲۰                                                  | نیکولای بودوروف                                     | بلغارستان                                           | CB                                                  | ۳۰ مه ۱۹۸۶ (۳۳ سال)                                 | ۱۳۹۸                                                | ۱۳۹۹                                                | زسکا صوفیه                                          |                                                     |
| هافبک‌ها                                             |                                                     |                                                     |                                                     |                                                     |                                                     |                                                     |                                                     |                                                     |
| ۴                                                   | روزبه چشمی                                          | ایران                                               | CB / DM                                             | ۲۴ ژوئیه ۱۹۹۳ (۲۵ سال)                              | ۱۳۹۴                                                | ۱۳۹۹                                                | صبای قم                                             |                                                     |
| ۶                                                   | علی کریمی                                           | ایران                                               | CM                                                  | ۱۱ فوریه ۱۹۹۴ (۲۵ سال)                              | ۱۳۹۷                                                | ۱۹۹                                                 | سپاهان اصفهان                                       |                                                     |
| ۸                                                   | فرشید اسماعیلی                                      | ایران                                               | LW / AM / RW                                        | ۲۳ فوریه ۱۹۹۴ (۲۵ سال)                              | ۱۳۹۴                                                | ۱۳۹۹                                                | فجرسپاسی شیراز                                      |                                                     |
| ۱۴                                                  | فرشید باقری                                         | ایران                                               | DM / CM                                             | ۵ ژوئن ۱۹۹۲ (۲۷ سال)                                | ۱۳۹۵                                                | ۱۳۹۹                                                | صبای قم                                             |                                                     |
| ۲۳                                                  | داریوش شجاعیان                                      | ایران                                               | LW / RW                                             | ۷ آوریل ۱۹۹۲ (۲۷ سال)                               | ۱۳۹۶                                                | ۱۴۰۰                                                | گسترش‌فولاد                                          |                                                     |
| ۱۰                                                  | مهدی قایدی زیر ۲۱ سال                               | ایران                                               | LW / RW                                             | ۵ دسامبر ۱۹۹۸ (۲۰ سال)                              | ۱۳۹۶                                                | ۱۴۰۲                                                | ایران‌جوان بوشهر                                     |                                                     |
| ۲۸                                                  | محسن کریمی                                          | ایران                                               | LW / RW                                             | ۲۰ سپتامبر ۱۹۹۴ (۲۴ سال)                            | ۱۳۹۳                                                |                                                     | جوانان استقلال                                      |                                                     |
| ۶۶                                                  | مسعود ریگی                                          | ایران                                               | DM / CM                                             | ۲۲ فوریه ۱۹۹۱ (۲۸ سال)                              | ۱۳۹۸                                                | ۱۴۰۰                                                | شهرخودرو                                            |                                                     |
| ۷۷                                                  | رضا آذری زیر ۲۳ سال                                 | ایران                                               | AM                                                  | ۱۰ فوریه ۱۹۹۸ (۲۱ سال)                              | ۱۳۹۷                                                | ۱۴۰۲                                                | جوانان استقلال                                      |                                                     |
| ۸۰                                                  | محمد بلبلی                                          | ایران                                               | LW                                                  | ۱۱ ژانویه ۱۹۹۸ (۲۱ سال)                             | ۱۳۹۸                                                | ۱۴۰۲                                                | سپیدرود رشت                                         |                                                     |
| ۹                                                   | علی دشتی                                            | ایران                                               | DM / LW                                             | ۱۸ ژانویه ۱۹۹۴ (۲۵ سال)                             | ۱۳۹۸                                                | ۱۴۰۰                                                | سایپا                                               |                                                     |
| ۸۸                                                  | آرش رضاوند                                          | ایران                                               | CM                                                  | ۵ اکتبر ۱۹۹۳ (۲۵ سال)                               | ۱۳۹۸                                                | ۱۴۰۰                                                | سایپا                                               |                                                     |
| ۱۵                                                  | سینا خادم‌پور                                        | ایران                                               | AM                                                  | ۹ ژانویه ۱۹۹۷ (۲۲ سال)                              | ۱۳۹۸                                                | ۱۴۰۰                                                | جوانان استقلال                                      |                                                     |
| مهاجمان                                             |                                                     |                                                     |                                                     |                                                     |                                                     |                                                     |                                                     |                                                     |
| ۱۱                                                  | مرتضی تبریزی                                        | ایران                                               | LW / CF                                             | ۶ ژانویه ۱۹۹۱ (۲۸ سال)                              | ۱۳۹۷                                                | ۱۳۹۹                                                | ذوب‌آهن اصفهان                                       |                                                     |
| ۷۲                                                  | امیرارسلان مطهری                                    | ایران                                               | LW / CF                                             | ۱۰ مارس ۱۹۹۳ (۲۶ سال)                               | ١٣٩٨                                                | ۱٤٠٠                                                | ذوب‌آهن اصفهان                                       |                                                     |
| ۷                                                   | شیخ دیاباته                                         | مالی                                                | CF                                                  | ۲۵ آوریل ۱۹۸۸ (۳۱ سال)                              | ۱۳۹۸                                                | ۱۴۰۰                                                | عثمانلی اسپور                                       |                                                     |
| ۹۹                                                  | سجاد آقایی زیر ۲۱ سال                               | ایران                                               | LW / RW / CF                                        | ۱۹ مارس ۱۹۹۹ (۲۰ سال)                               | ۱۳۹۶                                                | ۱۴۰۰                                                | جوانان استقلال                                      |                                                     |

## پیش‌فصل و نیم‌فصل

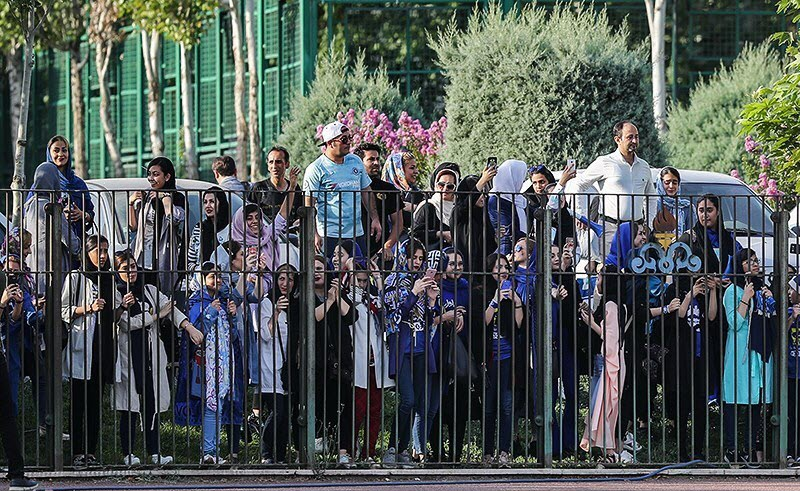
زنان هوادار استقلال پس از مدت‌ها محرومیت از حضور، در یکی از تمرین‌های این فصل، توانستند برای دقایقی از نزدیک شاهد تمرین‌های استقلال باشند.

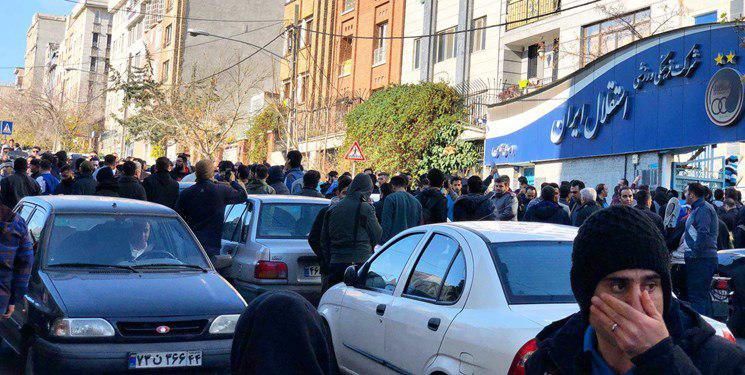
هواداران استقلال در طول این فصل به دلیل شرایط نابه‌سامان این تیم بارها به نشانه اعتراض در مقابل دفتر این تیم دست به تجمع زدند.

استقلال در شرایطی به استقبال فصل جدید رفت که تعویض مربی در اواخر فصل قبل و جابه‌جایی‌های فراوان بازیکنان باعث شده بودند تا استقلال در روزهای پیش از فصل شرایط نامشخصی داشته باشد. در حالی که در روزهای پایانی فصل قبل بحث در مورد ماندن یا رفتن فرهاد مجیدی به عنوان سرمربی بود در نهایت با انتخاب وی به عنوان سرمربی تیم ملی امید استقلال پرونده حضور مجیدی در استقلال بسته شد. در همین روزها نام‌هایی همچون زوران مامیچ، الکساندر نوری، آندره‌آ استراماچونی و… مطرح بودند در نهایت استراماچونی که سابقه مربی‌گری در تیم‌هایی همچون اودینزه و اینترمیلان را داشت در پروسه‌ای که بیش از یک ماه به طول انجامید به عنوان سرمربی جدید این تیم انتخاب شد. سپس در حالی که روز ۲۵ خرداد به عنوان آغاز تمرین‌های استقلال برای فصل بعد تعیین شده بود، سرمربی استقلال با تأخیر بسیار و در روز ۲۹ خرداد تازه‌وارد ایران شد. با حضور استراماچونی و دستیارهای آرژانتینی و ایتالیایی استراماچونی صحبت‌هایی نیز مبنی بر حضور پیروز قربانی بازیکن و کاپیتان پیشین استقلال به عنوان دستیار ایرانی این مربی ایتالیایی شنیده می‌شد اما وی به سرعت از حضور بر روی نیمکت استقلال انصراف داد و در توضیح این کار گفت که استراماچونی به حضور وی اعتقادی نداشت. در عین حال تعدادی از بازیکنان استقلال این تیم را ترک کردند اما باشگاه هیچ جایگزینی برایشان پیدا نکرده بود. بدین ترتیب نخستین تمرین استقلال برای فصل جدید در یکشنبه ۲ تیر در زمین فوتبال مجموعه ورزشی نفت تهرانسر با حضور تعدادی از بازیکنان استقلال در غرب تهران برگزار شد. تمرینات استقلال با حضور بازیکنان جدید و بازیکنان فصل قبل و با غیبت بازیکنانی همچون همام طارق و فرشید باقری ادامه پیدا کرد. از مهم‌ترین نکات تمرین‌های پیش‌فصل استقلال تمرینات سنگین بدن‌سازی بود، استراماچونی معتقد بود بازیکنان استقلال از لحاظ بدنی آماده نیستند و احتیاج به بدن‌سازی سنگینی دارند. بعد از بیش از یک هفته تمرین استقلال در ۹ تیر در نخستین دیدار دوستانه فصل با پنج گل از سد تیم امیدهای استقلال گذشت. در این بازی خریدهای تازه استقلال دشتی و بلبلی موفق به گلزنی شدند. بعد از مدتی که تمرین‌های استقلال پشت درهای بسته و بدون حضور هواداران و خبرنگاران برگزار شد، در روز ۱۱ تیر نخستین تمرین استقلال با حضور هواداران و خبرنگاران برگزار شد. این جلسه تمرین با استقبال فوق‌العاده هواداران روبه‌رو شد و حدود ۲٬۰۰۰ هوادار استقلال در زمین فوتبال نفت تهران‌سر حاضر شدند که در میان این‌ها دختران هوادار استقلال هم حاضر بودند. از مهم‌ترین اتفاقات این فصل استقلال استعفای اصغر حاجیلو از سرپرستی استقلال بود، حاجیلو در ۱۳ تیر از سمت خود استعفا کرد. مدیریت استقلال نیز در همان روز ضمن موافقت با استعفای حاجیلو جواد زرینچه را به عنوان سرپرست جدید استقلال معرفی کرد. در همان روز ۱۳ تیر استقلال دومین بازی تدارکاتی پیش فصل خود را انجام داد و برابر تیم نیروی زمینی تهران به نتیجه مساوی ۱–۱ رسید.
استقلال در ۱۶ تیر برای اردویی ده روزه در استانبول به ترکیه رفت. استقلال در حالی به این اردو رفت که در ابتدا گفته می‌شد این اردوی استقلال لغو شده و استقلال در ایران اردو می‌زند اما در هر صورت استقلال برای اردویی ده روزه به ترکیه رفت. استقلال در این اردو تمرینات فشرده‌ای را پشت سر گذاشت و در نخستین دیدار دوستانه‌اش برابر تیم هارتلند به پیروزی ۵–۰ رسید. بازی بعدی استقلال در ترکیه برابر تیم پترولول از رومانی بود. این تیم که در دسته دوم لیگ رومانی حاضر است در این بازی با نتیجه ۳–۱ مغلوب استقلال شد. این آخرین بازی استقلال در ترکیه بود و این در خالی بود که پیش از سفر استقلال به ترکیه صحبت از برگزاری سه دیدار دوستانه از جمله یک بازی در مقابل تیم فنرباغچه بود اما هیچ کدام از این موارد به وقوع نپیوستند.
پیش فصل پر تغییر و تحول استقلال همچنان ادامه داشت؛ علی خطیر معاون ورزشی باشگاه در ۳۱ تیر استعفا کرد. در ادامه روند پر تغییر استقلال مدیریت باشگاه وحید ایمانی را به عنوان مدیر رسانه‌ای منصوب کرد اما وی تنها بعد از سه روز با نوشتن نامه‌ای از این سمت استعفا کرد و محمد نوری‌فر که پیش از این نیز سابقه حضور در تیم استقلال را داشت جانشینش شد.
استقلال بعد از بازگشت از ترکیه پنج دیدار دوستانه دیگر انجام داد، دیدار نخست در برابر بادران تهران بود و در حالی که استقلال در دوازده دقیقه نخست بازی دو گل خورده بود در نهایت توانست چهار گل بزند تا بازی با پیروزی پر گل ۴–۲ استقلال خاتمه یافت. تمرینات استقلال در تهران ادامه یافت و استقلال در چهارده مرداد یک دیدار با تیم جوانان باشگاه به مربی‌گری هادی شکوری برگزار کرد. این دیدار که در دو وقت ۳۵ دقیقه‌ای برگزار شد با برتری ۴–۰ استقلال پایان یافت. گل‌های استقلال را علی دشتی، محسن کریمی، علی کریمی و میلاد زکی‌پور به ثمر رساندند. بعد از این بازی و در ۲۱ مرداد استقلال در ورزشگاه پیکان‌شهر به دیدار پیکان رفت. این دیدار به درخواست سرمربی استقلال در زمینی خارج از زمین تمرین استقلال برگزار شد و با پیروزی ۰–۲ پیکان خاتمه یافت تا استقلال در دیارهای دوستانه نخستین شکست را پذیرا شود. این نتیجه در حالی به دست آمد که همان روز اخباری مبنی بر استعفای سرمربی استقلال از سمتش به دلیل شرایط بد استقلال شنیده می‌شد. اما در نهایت این اتفاق رخ نداد و مربی استقلال به کارش در این تیم ادامه داد. آخرین بازی دوستانه استقال پیش از شروع فصل در ۲۵ مرداد و در ورزشگاه تهرانسر برگزار شد و استقلال توانست با ۵ گل عقاب را شکست دهد تا با این بازی پرونده بازی‌های پیش‌فصل استقلال بسته شود.
لیگ برتر بعد از دو هفته و به دلیل حضور تیم ملی ایران در رقابت‌های مقدماتی جام جهانی ۲۰۲۲ تعطیل شد و تیم استقلال در زمان این تعطیلی برای حفظ آمادگی دیدار دوستانه‌ای برابر تیم گل ریحان کرج برگزار کرد و با نتیجه ۳–۱ به پیروزی رسید.

## بازی‌های دوستانه

### پیش فصل
برد
      مساوی
      باخت
      انجام نشده
| تاریخ رقابت | میزبان | نتیجه | مهمان | محل برگزاری |

| ۹ تیر ۱۳۹۸ دوستانه ۱ | استقلال تهران                                             | ۵ – ۰      | امید استقلال تهران | تهران                |
| ۱۹:۰۰                | تبریزی ۸' (پنالتی)، ۳۴' · باقری ۱۶' · دشتی ؟' · بلبلی ۸۸' | ایسنا فارس |                    | ورزشگاه: نفت تهرانسر |

| ۱۳ تیر ۱۳۹۸ دوستانه ۲ | استقلال    | ۱ – ۱     | نیروی زمینی تهران | تهران                |
| ۱۸:۴۰                 | شجاعیان ۹' | فارس مشرق | آرمان اکوان ۴۴'   | ورزشگاه: نفت تهرانسر |

| ۲۰ تیر ۱۳۹۸ دوستانه ۳ | استقلال تهران                                       | ۵ – ۰      | هارتلند | ترکیه |
| ۱۹:۳۰                 | زکی‌پور ۱۸' · آقایی ۲۰'، ۳۹' · تبریزی ۵۹' · دشتی ۶۵' | فارس ایسنا |         |       |

| ۲۵ تیر ۱۳۹۸ دوستانه ۴ | استقلال تهران                                  | ۳ – ۱      | پترولول پلویشت رومانی | ترکیه |
| ۱۹:۳۰                 | آقایی ۲۲' · بلبلی '۵۱ · شجاعیان ۶۸' · دشتی ۸۱' | فارس ایسنا | ؟ ۱۲'                 |       |

| ۳ مرداد ۱۳۹۸ دوستانه ۵                                                                      | استقلال تهران                                                  | ۴ – ۲      | بادران تهران                                   | تهران                |
| ۱۸:۳۰                                                                                       | دشتی '۳۱ · دیاباته ۳۴' · اسماعیلی ۴۰' · تبریزی ۶۶' · باقری ۷۰' | ایسنا فارس | یاسر وکیلی ۱۰' · ابوالفضل ابراهیمی ۱۲' · ؟ '۶۷ | ورزشگاه: نفت تهرانسر |
| یادداشت: پس از اخراج بازیکن تیم بادران با توافق مربیان دو تیم، یک بازیکن دیگر وارد زمین شد. |                                                                |            |                                                |                      |

| ۱۰ مرداد ۱۳۹۸ دوستانه ۶ | استقلال تهران                                      | ۴ – ۰      | ماشین‌سازی تبریز | تهران                |
| ۱۸:۳۵                   | شجاعیان ۲۶' · اسماعیلی ۳۰' · دانشگر ۵۰' · دشتی ۹۰' | فارس ایسنا |                 | ورزشگاه: نفت تهرانسر |

| ۲۱ مرداد ۱۳۹۸ دوستانه ۷                                                                      | پیکان تهران | ۲ – ۰      | استقلال تهران              | تهران              |
| ۱۸:۰۵                                                                                        | دشتی '۴۰    | فارس ایسنا | امامعلی ۲۰' · مغانلو ۲+۹۰' | ورزشگاه: پیکان شهر |
| یادداشت: پس از اخراج علی دشتی با توافق مربیان دو تیم، مرتضی تبریزی به جای دشتی وارد زمین شد. |             |            |                            |                    |

| ۲۴ مرداد ۱۳۹۸ دوستانه ۸ | استقلال تهران                                         | ۵ – ۰      | عقاب تهران | تهران                |
| ۰۹:۵۰                   | تبریزی (هر سه گل در نیمه اول) · باقری ۴۵' · کریمی ۸۶' | فارس ایسنا |            | ورزشگاه: نفت تهرانسر |

### میان فصل و نیم‌فصل
| ۱۷ شهریور ۱۳۹۸ دوستانه ۹ | استقلال تهران                                              | ۳ – ۲      | گل ریحان البرز | تهران                |
| ۱۷:۲۰                    | شجاعیان ۲۲' (پنالتی) · اسماعیلی ۴۵' · خادم‌پور ۸۵' (پنالتی) | فارس ایسنا | معقولی ۸۳'     | ورزشگاه: نفت تهرانسر |

| ۱۹ مهر ۱۳۹۸ دوستانه ۱۰ | استقلال تهران                      | ۳ – ۰             | میلادمهر تهران | تهران                |
| ۱۱:۰۰                  | آقایی ۷۴' · دانشگر ۷۸' · مرادی ۸۶' | گزارش یک گزارش دو |                | ورزشگاه: نفت تهرانسر |

| ۴ آبان ۱۳۹۸ دوستانه ۱۱                                 | جوانان ایران   | ۱ – ۰      | استقلال تهران | تهران                                 |
| ۱۸:۰۵                                                  | فردین رابط ۵۵' | فارس ایسنا |               | ورزشگاه: زمین شماره سه کمپ تیم‌های ملی |
| یادداشت: در این بازی بیشتر از بازیکنان جوان استفاده شد |                |            |               |                                       |

| ۲۶ آبان ۱۳۹۸ دوستانه ۱۲ | استقلال تهران                     | ۳ – ۱      | سرخپوشان پاکدشت                                | تهران               |
| ۱۱:۴۵ | خادم‌پور ۳۵' · اسماعیلی ۶۵'، ۲+۹۰' | ایسنا فارس | کاظمی ۱۵ ۲۵ · فشنگچی ۸۲' (پنالتی) · شعبانی ۹۰' | ورزشگاه: غدیر تهران |
| یادداشت: در این بازی سه پنالتی برای تیم سرخپوشان اعلام شد که پنالتی اول به بیرون زده شد و پنالتی دوم توسط پورحمیدی دروازه‌بان استقلال مهار شد. و پنالتی سوم توسط فشنگچی به گل تبدیل شد. |                                   |            |                                                |                     |

| ۲۴ دی ۱۳۹۸ دوستانه ۱۳ | استقلال تهران                                             | ۶ – ۱    | امید استقلال تهران | تهران                 |
| ۱۹:۰۰                 | مطهری ۲۲' · دشتی ۴۹'، ۵۱' · تبریزی ۷۵'، ۹۰' · دیاباته ۷۷' | فارس مهر | سنایی ۷۷'          | ورزشگاه: انقلاب تهران |

| ۲۸ دی ۱۳۹۸ دوستانه ۱۴ | استقلال تهران                          | ۳ – ۱      | داماش تهران | تهران                 |
| ۱۲:۳۰                 | مطهری ۲۳' · دیاباته ۲۸' · تبریزی ۳+۹۰' | فارس ایسنا | بابایی ۴۸'  | ورزشگاه: انقلاب تهران |

## مرور فصل

### لیگ برتر

بازیکنان استقلال در عکس تیمی در بازی با نفت مسجدسلیمان با پیراهن مشکی و نوشته دختر آبی

قرعه‌کشی رقابت‌های لیگ برتر ۹۹–۱۳۹۸ در پانزده مرداد و در مشهد برگزار شد. جواد زرینچه سرپرست و محمد نوری‌فر مدیر رسانه‌ای باشگاه نمایندگان استقلال در این مراسم بودند. این قرعه‌کشی در حالی برگزار شد که هنوز تاریخ دقیقی برای شروع این رقابت‌ها تعیین نشده بود. بر اساس این قرعه‌کشی استقلال در نخستین هفته بازی‌ها به تبریز سفر کرد تا با ماشین‌سازی روبرو شود. نخستین بازی استقلال در خانه نیز در هفته دوم و برابر فولاد اهواز بود. استقلال در تبریز در برابر ماشین‌سازی بازی را با نتیجه ۰–۱ واگذار کرد. گل تیم ماشین‌سازی در ثانیه‌های پایانی بازی و از روی ضربه آزاد به دست آمد. محمد دانشگر مدافع استقلال در صحنه‌ای که منجر به اعلام ضربه آزاد ماشین‌سازی شد از زمین مسابقه اخراج شد تا نخستین اخراجی فصل استقلال لقب بگیرد. استراماچونی مربی استقلال در کنفراس خبری بعد از بازی اعلام کرد که مترجمش در زمان برگزاری بازی در کنار وی بر روی نیمکت حاضر نبوده. بعد از بازی و در ۵ شهریور اعلام شد محمد بلبلی یکی از خریدهای جدید استقلال به دلیل تخلف در امضای قرارداد با دو تیم به مدت شش ماه محروم شده. اما استقلال اعلام کرد در این زمینه محرومیتی به باشگاه ابلاغ نشده. این محرومیت در حالی ابلاغ شد که برای تعدادی از بازیکنان استقلال هنوز کارت بازی صادر نشده بود استقلال بدون خریدهای جدیدش به تبریز سفر کرده بود. استقلال در دومین هفته لیگ برتر در ورزشگاه آزادی میزبان فولاد بود و در حالی که تا آخرین ثانیه‌های بازی با یک گل از حریف پیش بود باز هم همچون هفته نخست با دریافت گل در وقت‌های تلف شده به نتیجه ۱–۱ تن داد تا برای دومین هفته پیاپی امتیازها را از دست بدهد. فرشید اسماعیلی تنها گل استقلال در این بازی را به ثمر رساند تا نخستین گل‌زن این فصل استقلال لقب بگیرد. استقلال در شرایطی در این دو بازی نتوانست پیروز میدان شود که بر اساس آمار منتشر شده در هر دو بازی درصد مالکیت توپ و موقعیت‌های گل بیشتر نسبت به حریفان داشت.
استقلال در هفته سوم بازی‌های لیگ برتر به مسجدسلیمان سفر کرد تا با نفت مسجدسلیمان روبرو شود. این بازی در نهایت ۱–۱ مساوی شد تا استقلال همچنان در کسب نخستین پیروزی فصل ناکام باشد. بازیکنان استقلال در ابتدای این بازی پیراهن‌های سیاه رنگ با نوشته دختر آبی به تن کردند. سحر خدایاری یا دختر آبی از طرفداران تیم استقلال بود که در اسفند ۱۳۹۷ قصد داشت به وارد ورزشگاه آزادی شود تا بازی استقلال ایران و العین امارات را ببیند اما توسط ماموران نیروی انتظامی دستگیر شد و در اعتراض به احتمال زندانی شدندش دست به خودسوزی زد و در اثر جراحات حاصل از خودسوزی درگذشت. هفته بعد و در ۳۱ شهریور استقلال در ورزشگاه آزادی میزبان پرسپولیس بود تا دو رقیب دیرینه در شهرآورد تهران یک بار دیگر به مصاف یکدیگر بروند. این دیدار در نهایت با گل به خودی حسین حسینی دروازه‌بان استقلال با حساب ۰–۱ به سود پرسپولیس به پایان رسید. این نتیجه در حالی حاصل شد که علی کریمی هافبک استقلال در نیمه نخست بازی یک پنالتی برای تیم استقلال را از دست داد. ناکامی‌های استقلال در هفته‌های نخستین ادامه یافت و استقلال در دیدار هفته پنجم در اصفهان در برابر ذوب‌آهن تن به تساوی ۲–۲ داد. گل تساوی ذوب‌آهن را ارسلان مطهری در وقت‌های تلف شده بازی به ثمر رساند. در این بازی استراماچونی مربی استقلال در دقیقه ۸۳ از نیمکت استقلال اخراج شد. در هفته ششم استقلال در برابر تیم تازه به لیگ برتر راه‌یافته گل‌گهر سیرجان قرار گرفت. این بازی به میزبانی استقلال و در ورزشگاه آزادی برگزار شد اما تیم استقلال از حضور تماشاگرانش در این بازی محروم بود ولی در نهایت استقلال در ورزشگاهی خالی از تماشاگر توانست گل گهر را با نتیجه ۲–۱ شکست دهد تا نخستین پیروزی فصل استقلال به دست آید. گل تیم گل‌گهر را بهنام برازی بازیکن پیشین استقلال به ثمر رساند. این برد مقدمه‌ای بر پیروزی‌های متوالی استقلال شد و استقلال بازی‌های هفته‌های هفتم تا یازدهم را نیز با پیروزی پشت سر گذاشت. استقلال در این بازی‌ها به ترتیب سایپا، پارس‌جنوبی، تراکتور تبریز، صنعت نفت آبادان و نساجی مازندران را از پیش روی برداشت. پیروزی پر گل ۲–۴ برابر تراکتور تبریز در ورزشگاه یادگار امام شهر تبریز و در حضور نزدیک به هفتاد هزار هوادار این تیم تبریزی از پیروزی‌های مهم استقلال در این دور از بازی‌های لیگ برتر بود. شیخ دیاباته مهاجم تیم استقلال که تا این بازی موفق به گل‌زنی برای استقلال نشده بود توانست در این بازی هت‌تریک کند تا جدول گلزنان لیگ برتر نیز خود را در رتبه‌های بالایی ببیند. بدین ترتیب استقلال در پایان بازی‌های هفته یازدهم با کسب شش پیروزی پیاپی و ۲۳ گل زده به عنوان سومی جدول رسید.

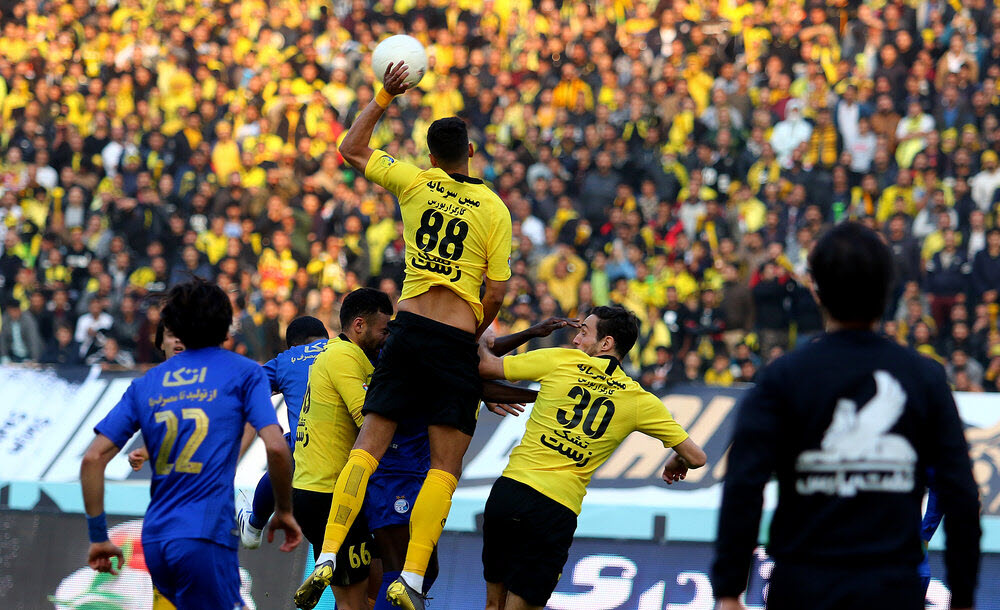
کیروس استنلی بازیکن سپاهان توپ را با دست لمس می‌کند اما داور بازی این صحنه را خطا تشخیص نمی‌دهد، استقلال سپاهان هفته دوازدهم لیگ برتر

در هفته دوازدهم استقلال باز هم به شهر اصفهان سفر کرد و در دیداری جنجالی و پرحاشیه برابر تیم سپاهان اصفهان صف‌آرایی کرد. تیم سپاهان در دقیقه سیزدهم بازی به گل رسید. در پنجاهمین دقیقه این بازی کیروس استنلی بازیکن سپاهان با دست توپ را در محوطه جریمه تیم سپاهان لمس کرد اما محمدحسین زاهدی‌فر، داور بازی، این صحنه را که آشکارا خطای پنالتی بود ندید و بازی ادامه یافت. استقلال در نیمه دوم توسط دو مهاجم گلزنش، مهدی قایدی و شیخ دیاباته دو گل در دقایق ۵۷ و ۷۹ به ثمر رساند اما امید نورافکن بازیکن پیشین استقلال در وقت‌های تلف شده و در موقعیت آفساید گل دوم و تساوی‌بخش تیم سپاهان را به ثمررساند. زاهدی‌فر در دقیقه ۵۳ سباستین لتو مربی استقلال را از روی نیمکت این تیم اخراج کرد. عدم اعلام پنالتی واضح و پذیرفتن گل آفساید تیم سپاهان باعث شدند تا تیم استقلال در بازی‌ای که تصمیمات داور بیش از همیشه در نتیجه بازی تاثیرگذار بود دو امتیاز حساس را از دست بدهد. این نتیجه در حالی حاصل شد که انتخاب این داور برای این دیدار با اعتراض رسمی باشگاه استقلال همراه بود و بعد از بازی نیز مدیران استقلال اعلام کردند که از داور این بازی شکایت خواهند کرد. زاهدی‌فر بعدها در رسانه‌ها اشتباهات خود را پذیرفت و از هوادران استقلال عذرخواهی کرد. بدین ترتیب این سومین دیدار پیاپی استقلال و سپاهان بود که تصمیمات داور آشکارا به سود تیم سپاهان رقم خورد. هفته سیزدهم و در ۱۴ آذر استقلال در ورزشگاه آزادی میزبان تیم شهر خودرو بود و توانست در حضور بیش از شصت هزار هوادارش تیم شهر خودرو را با نتیجه ۱–۰ شکست دهد تا بعد از ۱۲۸ هفته فوتبالی به صدر جدول لیگ برتر برسد. شیخ دیاباته مهاجم استقلال تک گل بازی را به ثمر رساند تا در کنار مهدی قایدی دیگر مهاجم استقلال با شش گل زده در صدر جدول گلزنان قرار بگیرد.
تنها چند روز بعد از پیروزی برابر شهرخودرو، استراماچونی مربی استقلال، به دلیل آنچه که پرداخت نشدن به موقع حقوقش نامیده بود از سمت خود استعفا و ایران را به سرعت ترک کرد.
استقلال در مصاف با تیم گل‌گهر سیرجان در ورزشگاه امام علی این شهر یک بر صفر مغلوب شد تا به این ترتیب اولین شکست لیگ برتری فرهاد مجیدی رقم بخورد. این بازی بدون حضور تماشاگر برگزار شد. بعد از برگزاری این هفته از لیگ برتر برگزاری بازیها به دلیل شیوع ویروس کرونا لغو شد. و تا تاریخ چهارم تیم هیچ بازی برگزار نشد.
چهار ماه بعد از تعویق بازیها به دلیل شیوع ویروس کرونا استقلال برای انجام بازی معوقه هفته ۱۷ در برابر فولاد به اهواز رفت و در حالی که یک بر صفر پیش بود بعد از اخراج دو بازیکنش بازی را دو بر یک به شاگردان جواد نکونام واگذار کرد. در ورزشگاه آزادی و از هفته ۲۲ بازیها استقلال در برابر سایپا متوقف شد در این بازی گل تیم سایپا توسط فرشید باقری به اشتباه وارد دروازه استقلال شد. استقلال قرار بود برای بازی هفته ۲۳ لیگ به شهر جم برود که به علت اینکه تعداد ۱۱ بازیکن این تیم درگیر ویروس کرونا بود به شهر جم نرفت و از سازمان لیگ درخواست تعویق این بازی را کرد. در آن طرف تیم بوشهری در روز بازی در ورزشگاه حاضر شد و بعد از عدم حضور تیم استقلال بازی از سوی داور پایان یافته اعلام شد. پرونده این بازی به کمیته انضباطی فرستاده شد و این کمیته بعد از بررسی مدارک استقلال رای به تکرار بازی داد و استیناف نیز این رای را تایید کرد. بازی استقلال و تراکتور در ورزشگاه آزادی بدون گل به پایان رسید. حاصل دیدار این دو تیم بعد از ۹ بازی متوالی در تهران مساوی بود. در هفته ۲۵ بازیها استقلال در آبادان تیم نفت این شهر را با حساب دو بر صفر شکست داد. در هفته ۲۶ لیگ برتر استقلال در ورزشگاه آزادی با نتیجه یک بر یک برابر نساجی مازندران متوقف شد. در این بازی هدایت تیم مازندرانی بر عهده کاپیتان سالهای گذشته استقلال یعنی محمو فکری بود. در این بازی گل تیم نساجی از روی یک شوت از فاصله بسیار دوری به ثمر رسید. در بازی معوقه هفته بیست و سوم لیگ برتر استقلال توانست در تختی جم بوشهر تیم پارس جنوبی را شکست دهد و برای اولین بار در این شهر موفق به گلزنی و کسب امتیاز شود. استقلال در ادوار گذشته لیگ هر دو بازی خود در این شهر را بدون زدن حتی یک گل واگذار کرده بود. استقلال در هفته ۲۷ لیگ برتر تیم اصفهانی سپاهان را ۲ بر ۱ شکست داد. این بازی که در تهران انجام شد امیر قلعه‌نویی سرمربی تیم سپاهان غایب بود و به دلیل شرایط نامساعد جسمانی تیمش را همراهی نمی‌کرد. در این بازی رضاوند در نیمه اول بازی اخراج شد ولی آبی‌پوشان در نیمه دوم با گلهای دیاباته و گل به خودی مصلح از سپاهان پیش افتادند و در نهایت بازی را با حساب دو بر یک به سود خود به پایان بردند. کارشناسان داوری معتقد بودند خطای پنالتی اعلام شده بر روی دیاباته اشتباه بوده است. در هفته ۲۹ بازیها تساوی دیگر نصیب استقلال شد. آبی‌پوشان با حساب ۲ بر ۲ در ورزشگاه امام رضا در برابر شهرخودرو متوقف شدند. دیاباته در این بازی با زدن سیزدهمین گلش به صدر جدول گلزنان صعود کرد. در هفته پایانی لیگ استقلال با گلی که در نیمه اول خورد یک بر صفر از شاهین شهرداری بوشهر عقب افتاد. استقلال در نیمه دوم متفاوت از نیمه اول بود و با زدن چهار گل بازی پایانی لیگ نوزدهم را چهار بر یک برنده شد. همچنین دیاباته با زدن دو گل در این بازی عنوان آقای گلی خود را تثبیت کرد. قایدی هم در این بازی گل دهمش در لیگ برتر را زد و هم با پاس گلی که به وریا داد بهترین پاسور این فصل از بازیها شد. استقلال نیز با ۵۳ امتیاز بازیها را با عنوان دومی به پایان رساند.

### جام حذفی

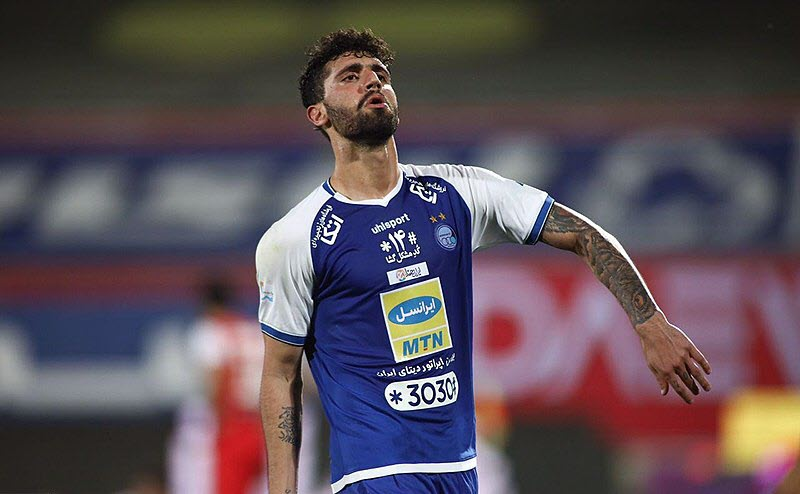
شادی محمد دانشگر مدافع استقلال پس از گلزنی در وقت‌های تلف‌شده دیدار نیمه‌نهایی جام حذفی.

استقلال در مرحله اول جام حذفی به مصاف تیم گل ریحان رفت. این تیم کرجی که در ورزشگاه انقلاب میزبان استقلال بود ابتدا یک بر صفر از استقلال پیش افتاد ولی در ادامه استقلال با زدن سه گل با نتیجه سه بر یک از سد گل ریحان گذشت و به مرحله بعدی راه یافت. نکته بارز این بازی قطع شدن برق ورزشگاه و وقفه ۴۰ دقیقه‌ای در بازی بود. برق ورزشگاه در دقیقه ۵۰ بازی دچار مشکل شد و حدود بعد از ۳۰ دقیقه مشکل حل شد و بازی از دقیقه ۵۰ به بعد پیگیری شد. در مرحله بعدی جام حذفی استقلال توانست تیم فجرسپاسی از شیراز را با نتیجه ۳–۰ از پیش روی بردارد. هر سه گل استقلال در وقت‌های اضافه به ثمر رسید. بدین ترتیب استقلال توانست به جمع هشت تیم پایانی جام حذفی ایران راه یابد و بر اساس قرعه‌کشی انجام شده به مصاف تیم سپاهان اصفهان برود.
تاریخ برگزاری این بازی چند باری جابجا شد و در نهایت قرار شد این بازی در ۲۰ مرداد ۱۳۹۹ انجام شود. در این بازی استقلال در لحظات پایانی نیمه اول صاحب ضربه پنالتی شد که غفوری استقلال را  یک بر صفر پیش انداخت. در نیمه دوم باز هم استقلال به گل رسید و این بار علی کریمی دروازه اصفهانی‌ها را گشود تا همانند بازی برگشت لیگ که ده روز قبل از این بازی انجام شده بود استقلال دو بار دروازه تیم سپاهان را باز کند. بازی با حساب دو بر صفر تمام شد و استقلال به مرحله نیمه‌نهایی رسید.
در مرحله نیمه نهایی استقلال در یک بازی حساس مقابل پرسپولیس قرار گرفت و با گل دقیقه ۳ قایدی پیش افتاد. در آغاز نیمه دوم استقلال گل تساوی را دریافت کرد و درست یک دقیقه قبل از پایات بازی علیپور گل دوم رقیب دیرینه آبی‌پوشان را به ثمر رساند. ولی بعد از این گل بازیکنان استقلال دست از تلاش برنداشتند و در حالی که سه دقیقه از وقتهای اضافی گذشته بود توسط دانشگر بازی را به تساوی کشاندند. تلاش دو تیم در دو وقت اضافه پانزده دقیقه‌ای نتیجه خاصی نداشت و بازی به ضربات پنالتی کشید که استقلال با گل کردن هر چهار ضربه اول خود موفق شد تیم پرسپولیس را به حساب ۴ بر ۱ در پنالتی‌ها و با حساب شش بر سه در مجموع شکست داده و به فینال برسد.
حریف استقلال در فینال تیم تراکتور تبریز بود. استقلال که هفته قبل از فینال جام حذفی را با حواشی بسیاری طی کرده بود در ورزشگاه امام رضا به مصاف تیم تراکتور  رفت. استقلال در نیمه اول این بازی شرایط خوبی نداشت و با اشتباهات عجیب دروازه‌بانش سه بر صفر عقب افتاد. استقلال نیمه دوم را با گل شروع کرد و قایدی در دقیقه ۵۰ گل اول استقلال را به ثمر رساند تلاش آبی‌پوشان برای گل دوم در دقیقه ۷۹ با ضربه سر مطهری به نتیجه رسید. بعد از این گل حملات استقلال دیگر جواب نداد و بازی با حساب سه بر دو به سود قرمزپوشان تبریزی به پایان رسید. نکته قابل تامل بازی فینال وقت‌کشی شدید تیم تراکتور در نیمه دوم بازی بود که طبق نظر بعضی از سایتها حدودا ۲۴ دقیقه از زمان نیمه دوم بازی متوقف بوده  و داور فقط ۹ دقیقه وقت اضافه برای این    نیمه اعلام کرد. با همه این اتفاقات دومین نایب قهرمانی فصل نیز برای استقلال ثبت شد.

### لیگ قهرمانان آسیا
این فصل از بازیهای لیگ قهرمانان آسیا با حواشی خاصی برای نمایندگان ایران همراه بود. کنفدارسیون فوتبال آسیا در نامه‌ای اعلام کرد که تیمهای ایرانی به خاطر اتفاقات سیاسی که طی ماههای آبان و آذر و دی رخ داده بود حق میزبانی در خاک ایران را ندارند و باید تمام بازیها در کشوری ثالث برگزار شود. هر چهار نماینده ایران در واکنش به این تصمیم، ای اف سی را تهدید به انصراف از بازیها کردند. پس از چند بار نامه نگاری بین نمایندگان تیمهای ایرانی و ای اف سی سرانجام مدیران چهار تیم ایرانی با دبیرکل ای اف سی در مالزی جلسه‌‌ای برگزار کردند و پس از این نشست تصمیم بر این شد که بازیهای مرحله اول پلی‌آف در کشور امارات برگزار شود. در مرحله گروهی نیز تیمهای ایرانی سه بازی اول را مهمان باشند و سه بازی دوم را از تیمها میزبانی کنند. استقلال در تاریخ پنجم بهمن به در ورزشگاه مکتوم بن راشد به مصاف تیم الکویت رفت و با درخشش دیاباته این تیم را سه بر صفر شکست داد و به مرحله دوم پلی‌آف راه یافت. استقلال در مرحله دوم پلی‌آف توانست در ورزشگاه جاسم بن حمد دوحه تیم الریان قطر را با نتیجه عجیب ۵ بر ۰ شکست دهد و راهی مرحله گروهی بازیها شود. استقلال در بازی اول مرحله گروهی در شهر اربیل با تساوی در برابر تیم الشرطه دو امتیاز حساس این بازی را از داد. بازی دوم به میزبانی تیم الاهلی در ورزشگاه جابر الاحمد کویت برگزار شد که تیم عربستانی با نتیجه ۲ بر ۱ به پیروزی رسید و اولین شکست استقلال در این بازیها ثبت شد. داور اهل کره جنوبی این بازی در دقایق پایانی گل صحیح مطهری را آفساید اعلام کرد. بعد از برگزاری هفته دوم بازیها به علت شیوع بیماری کرونا بازیها به مدت شش ماه به تعویق افتاد. ای اف سی تصمیم گرفت ادامه بازیهای مرحله گروهی لیگ قهرمانان از اواخر شهریور در کشور قطر و به صورت متمرکز در بازه زمانی ۱۲ روز انجام شود.
شروع دوباره بازیها با انصراف تیم الوحده امارات به علت درگیری تعداد زیادی از بازیکنانش به ویروس کرونا همراه بود. با این اتفاق استقلال در هفته سوم و چهارم بازیها استراحت کرد. در هفته پنجم استقلال در برابر تیم الشرطه قرار گرفت که این بازی هم همانند بازی رفت با حساب یک بر یک به پایان رسید. گل استقلال توسط مطهری به ثمر رسید. استقلال که برای صعود باید بازی پایانی دور مقدمانی را حتما با برد پشت سر می‌گذاشت به مصاف تیم الاهلی رفت که با نتیجه پرگل سه بر صفر این تیم را شکست داد و به عنوان تیم دوم به مرحله بعدی صعود کرد. گلهای استقلال توسط قایدی، کریمی و دیاباته به ثمر رسید.
در تاریخ پنجم مهر استقلال در مرحله یک هشتم نهایی لیگ قهرمانان به مصاف تیم پاختاکور رفت و در حالی که با گل زیبای کریمی از روی ضربه ایستگاهی یک بر صفر پیش افتاده بود با گلهایی که در دقایق ۴۲ و ۴۷ دریافت کرد دو بر یک عقب افتاد و در پایان با همین نتیجه شکست خورد و از ادامه بازیهای لیگ قهرمانان جا ماند.
دو بازی در برابر تیمهای الاهلی و پاختاکور در ورزشگاه الجنوب انجام شد. و بازی در برابر الشرطه هم در ورزشگاه بین‌المللی خلیفه برگزار شد

## بازی‌ها

### لیگ برتر
برد
      مساوی
      باخت
      انجام نشده
| تاریخ هفته | میزبان | نتیجه | مهمان | محل برگزاری |

| ١ شهریور ١٣٩٨ ۱ | ماشین‌سازی تبریز                                   | ۱ – ۰                | استقلال تهران                                            | تبریز                                |
| ۱۸:۰۰           | ثاقبی '۱۳ · خرم‌الحسینی '۳۳ · لک '۸۱ · زارعی ۵+۹۰' | lineups ورزش سه فارس | ع. کریمی '۱۹ · اسماعیلی '۵۵ · دیاباته '۷۸ · دانشگر '۳+۹۰ | ورزشگاه: بنیان دیزل داور: پیام حیدری |

| ٧ شهریور ١٣٩٨ ۲                                                             | استقلال تهران                                       | ۱ – ۱                | فولاد خوزستان             | تهران                             |
| ۱۹:۰۰                                                                       | اسماعیلی ۵۰' · دیاباته '۷۷ · دشتی '۹۰ · حسینی '۴+۹۰ | lineups ورزش سه فارس | گردان '۱۹ · باقرپور ۶+۹۰' | ورزشگاه: آزادی داور: علیرضا فغانی |
| یادداشت: استراماچونی سرمربی استقلال نیز در دقیقه ۶+۹۰ از داور کارت زرد گرفت |                                                     |                      |                           |                                   |

| ۲۴ شهریور ۱۳۹۸ ۳ | نفت مسجدسلیمان                          | ۱ – ۱                | استقلال تهران              | مسجدسلیمان                                 |
| ۱۹:۴۵            | اسماعیلی '۱۰ · قایدی ۱۶' · اسماعیلی '۸۷ | lineups ورزش سه فارس | نورمحمدی ۷۰' · علیزاده '۷۶ | ورزشگاه: بهنام محمدی داور: محمدرضا اکبریان |

| ۳۱ شهریور ۱۳۹۸ ۴ (دربی ۹۱) | استقلال تهران                                                              | ۰ – ۱                | پرسپولیس تهران                                                               | تهران                               |
| ۱۶:۰۰                      | کریمی '۲۸ · کریمی '۳۰ · تبریزی '۴۲ · شجاعیان '۷۵ · کریمی '۸۹ · غلامی '۴+۹۰ | lineups ورزش سه فارس | کنعانی‌زادگان '۴۲ حسینی '۸۱ (گل‌به‌خودی) نعمتی '۳+۹۰ احمدزاده '۳+۹۰ ترابی '۸+۹۰ | ورزشگاه: آزادی داور: موعود بنیادی‌فر |

| ۴ مهر ۱۳۹۸ ۵                                                                              | ذوب‌آهن اصفهان                               | ۲ – ۲                | استقلال تهران                           | اصفهان                             |
| ۱۸:۳۰                                                                                     | نژادمهدی '۳۲ · اسماعیلی‌فر ۷۳' · مطهری ۱+۹۰' | lineups ورزش سه فارس | دانشگر '۴۵ · شجاعیان ۶۷' · اسماعیلی ۸۹' | ورزشگاه: فولادشهر داور: بیژن حیدری |
| یادداشت: استراماچونی سرمربی استقلال در دقیقه ۸۳ با دریافت کارت قرمز از کنار زمین اخراج شد |                                             |                      |                                         |                                    |

| ۱۲ مهر ۱۳۹۸ ۶ | استقلال تهران                                               | ۲ – ۱                | گل‌گهر سیرجان                        | تهران                          |
| ۱۶:۰۰ | میلیچ ۶' · قایدی ۴۹' · رضاوند '۷۲ · دانشگر '۸۹ · چشمی '۱+۹۰ | lineups ورزش سه فارس | برزای '۱۱ · برزای ۱۱' · فراهانی '۴۲ | ورزشگاه: آزادی داور: حسن اکرمی |
| یادداشت: تیم استقلال به دلایل انضباطی از حضور تماشاگر محروم بود. حسین حسینی در دقیقه ۱۱ ضربه پنالتی برزای را مهار کرد ولی در برگشت این توپ گل شد. وینکو بگوویچ سرمربی تیم گل‌گهر سیرجان از داور کارت زرد گرفت. |                                                             |                      |                                     |                                |

| ۲۹ مهر ۱۳۹۸ ۷ | سایپا تهران | ۰ – ۴                | استقلال تهران                                                        | تهران                                     |
| ۱۶:۴۵         | سلیمانی '۴۵ | lineups ورزش سه فارس | غلامی ۹' · شجاعیان '۲۲ · دانشگر ۵۰' · غفوری ۶۸' (پنالتی) · آقایی ۸۹' | ورزشگاه: شهدای شهرقدس داور: اشکان خورشیدی |

| ۳ آبان ۱۳۹۸ ۸ | استقلال تهران                                     | ۲ – ۰                | پارس جنوبی جم             | تهران                          |
| ۱۹:۰۰         | کریمی ۲۸' · زکی‌پور '۳۷ · قایدی ۲+۴۵' · تبریزی '۹۰ | lineups ورزش سه فارس | عبدالله‌زاده '۸۷ گرامی '۸۸ | ورزشگاه: آزادی داور: رضا مهدوی |

| ۱۰ آبان ۱۳۹۸ ۹ | تراکتور تبریز                       | ۲ – ۴                | استقلال تهران                                              | تبریز                                 |
| ۱۸:۰۰          | آزادی ۲۰' · میمبلا '۶۶ · انصاری ۷۸' | lineups ورزش سه فارس | دیاباته ۴۰'، ۶۵'، ۶۹' · ریگی '۸۲ · کریمی ۸۴' · میلیچ '۴+۹۰ | ورزشگاه: یادگار امام داور: بیژن حیدری |

| ۱۴ آبان ۱۳۹۸ ۱۰ | استقلال تهران                                                  | ۵ – ۰                | صنعت نفت آبادان               | تهران                                 |
| ۱۵:۳۰           | دانشگر ۸' · دیاباته ۲۱' '۵ · قایدی ۲۶' · غفوری ۳۱' · میلیچ ۷۲' | lineups ورزش سه فارس | سالاری '۲۰ قریشی '۵۰ حنفی '۷۱ | ورزشگاه: آزادی داور: محمدحسین زاهدی‌فر |

| ۴ آذر ۱۳۹۸ ۱۱ | نساجی مازندران                       | ۱ – ۲                | استقلال تهران                              | قائم‌شهر                            |
| ۱۵:۳۰         | عباس‌زاده ۶۱' · نظری '۶۴ · علیاری '۷۲ | lineups ورزش سه فارس | ریگی '۶ · کریمی ۳۳' · قایدی ۴۹' · دشتی '۷۵ | ورزشگاه: شهید وطنی داور: علی صفایی |

| ۹ آذر ۱۳۹۸ ۱۲                                                       | سپاهان اصفهان                               | ۲ – ۲                | استقلال تهران           | اصفهان                                    |
| ۱۵:۰۰                                                               | ولسیانی ۱۴' · شهباززاده '۶۱ · نورافکن ۵+۹۰' | lineups ورزش سه فارس | قایدی ۵۷' · دیاباته ۷۹' | ورزشگاه: نقش جهان داور: محمدحسین زاهدی‌فرد |
| یادداشت: سباستین لتو مربی استقلال در دقیقه ۵۲ از روی نیمکت اخراج شد |                                             |                      |                         |                                           |

| ۱۴ آذر ۱۳۹۸ ۱۳ | استقلال تهران                            | ۱ – ۰                | شهرخودرو مشهد | تهران                              |
| ۱۵:۰۰          | دیاباته ۶۱' '۳۷ · غلامی '۳+۴۵ · دشتی '۸۵ | lineups ورزش سه فارس | قاسمی‌نژاد '۲۱ | ورزشگاه: آزادی داور: اشکان خورشیدی |

| ۱۸ آذر ۱۳۹۸ ۱۴ | پیکان تهران                                               | ۲ – ۲                | استقلال تهران                                | تهران                               |
| ۱۷:۳۰          | موسوی '۱۸ · امامعلی '۲۳ ۳۳' · مغانلو '۲۴ · پورامینی ۴+۹۰' | lineups ورزش سه فارس | قایدی ۹' · غفوری ۵۹' · چشمی '۷۴ · دانشگر '۷۸ | ورزشگاه: آزادی داور: موعود بنیادی‌فر |

| ۲۳ آذر ۱۳۹۸ ۱۵ | استقلال تهران                                                 | ۴ – ۱                | شاهین بوشهر                          | تهران                        |
| ۱۷:۳۰          | رضاوند ۲۹' · قایدی ۵۲' · دانشگر ۵۸' · میلیچ '۶۴ · دیاباته ۶۹' | lineups ورزش سه فارس | صفرزاده '۳۵ · بارانی '۶۲ · مالکی ۸۸' | ورزشگاه: آزادی داور: علی بای |

| ۲۸ آذر ۱۳۹۸ ۱۶ | استقلال تهران                                                             | ۱ – ۲                | ماشین‌سازی تبریز                                                        | تهران                           |
| ۱۷:۳۰          | ریگی '۲۲ · دیاباته ۲۳' · غفوری '۳۷ · دانشگر '۳+۴۵ · چشمی '۵۰ · رضاوند '۶۴ | lineups ورزش سه فارس | قادری ۳۴' · آل‌کثیر '۳۸ · لَک '۳+۴۵ · زنده‌روح ۵۲' (پنالتی) · عابدینی '۹۰ | ورزشگاه: آزادی داور: وحید کاظمی |

| ۲۷ دی ۱۳۹۸ ۱۷ | فولاد خوزستان | v | استقلال تهران | اهواز |

| ۱۲ بهمن ۱۳۹۸ ۱۸                                                               | استقلال تهران         | ۲ – ۱                | نفت مسجدسلیمان                                  | تهران                            |
| ۱۷:۰۰                                                                         | مطهری ۳۵' · قایدی ۵۱' | lineups ورزش سه فارس | قاسمی ۲۰' · صادقی '۳۲ · نورمحمدی '۶۷ · عیدی '۸۵ | ورزشگاه: آزادی داور: حمید حاج‌ملک |
| یادداشت: حسین پاشایی از کادر فنی تیم نفت مسجدسلیمان در دقیقه ۲۱ بازی اخراج شد |                       |                      |                                                 |                                  |

| ۱۷ بهمن ۱۳۹۸ ۱۹ (دربی ۹۲)                                   | پرسپولیس تهران                           | ۲ – ۲                 | استقلال تهران  | تهران                           |
| ۱۵:۳۰                                                       | علیپور ۲۹' '۳۰ · اوساگونا '۵۵ · بشار ۸۹' | lineups ورزش سه تسنیم | مطهری ۲۴'، ۵۲' | ورزشگاه: آزادی داور: بیژن حیدری |
| یادداشت: فرهاد مجیدی مربی استقلال در دقیقه ۶۸ کارت زرد گرفت |                                          |                       |                |                                 |

| ۴ اسفند ۱۳۹۸ ۲۰                                                        | استقلال تهران                             | ۲ – ۱                | ذوب آهن اصفهان                                        | تهران                           |
| ۱۸:۳۰                                                                  | دشتی '۸ · دانشگر ۲۹' · غفوری ۵۲' (پنالتی) | lineups ورزش سه فارس | بیدوف ۴۸' · پهلوان '۶۳ · حدادی‌فر '۱+۹۰ · حقدوست '۲+۹۰ | ورزشگاه: آزادی داور: پیام حیدری |
| یادداشت: این بازی به دلیل شیوع ویروس کرونا بدون حضور تماشاگر برگزار شد |                                           |                      |                                                       |                                 |

| ۸ اسفند ۱۳۹۸ ۲۱ | گل‌گهر سیرجان | ۱ – ۰                | استقلال تهران | سیرجان                                  |
| ۱۶:۰۰ | ابراهیمی ۶۱' | lineups ورزش سه فارس |               | ورزشگاه: امام علی داور: محمدرضا اکبریان |
| یادداشت: این بازی به دلیل شیوع ویروس کرونا بدون حضور تماشاگر برگزار شد داور سه تن از اعضای کادر فنی تیم گل گهر را از روی نیمکت اخراج کرد |              |                      |               |                                         |

| ۴ تیر ۱۳۹۹ ۱۷ | فولاد خوزستان                                                        | ۲ – ۱                | استقلال تهران                                                   | اهواز                                 |
| ۲۱:۰۰ | کولیبالی ۲۷' · احمدزاده '۴۸ · نجاریان ۸۰' · لوسیانو '۸۶ · نیک‌نفس '۸۸ | lineups ورزش سه فارس | چشمی ۱۲' · کریمی '۴۵ · دانشگر '۳+۴۵ · غلامی '۵۴ '۶۵ · قایدی '۷۱ | ورزشگاه: فولاد آرنا داور: مهدی سیدعلی |
| یادداشت: این بازی به دلیل شیوع ویروس کرونا بعد از چهار ماه تعطیلی بازیها در تیر ماه انجام شد فرهاد مجیدی در دقیقه ۲+۴۵ توسط داور از نیمکت مربیگری استقلال اخراج شد |                                                                      |                      |                                                                 |                                       |

| ۹ تیر ۱۳۹۹ ۲۲ | استقلال تهران         | ۱ – ۱                | سایپا تهران                                   | تهران                           |
| ۲۱:۰۰         | ریگی ۱۶' · دانشگر '۵۳ | lineups ورزش سه فارس | باقری '۴۵ (گل‌به‌خودی) شفیعی '۲۷ فلاح‌زاده '۱+۹۰ | ورزشگاه: آزادی داور: پیام حیدری |

| ۱۵ تیر ۱۳۹۹ ۲۳ | پارس جنوبی | v | استقلال تهران | جم               |
|                |            |   |               | ورزشگاه: تختی جم |

| ۲۱ تیر ۱۳۹۹ ۲۴ | استقلال تهران                          | ۰ – ۰                | تراکتور تبریز | تهران                          |
| ۲۱:۰۰          | دشتی '۱ رضاوند '۵۳ زکی‌پور '۸۱ ریگی '۸۵ | lineups ورزش سه فارس | ایمانی '۵۳    | ورزشگاه: آزادی داور: حسن اکرمی |

| ۲۷ تیر ۱۳۹۹ ۲۵ | صنعت نفت آبادان | ۰ – ۲                | استقلال تهران                                            | آبادان                                   |
| ۲۱:۰۰          | احمدی '۲۸       | lineups ورزش سه فارس | دیاباته ۳۰' '۷۲ · اسماعیلی '؟ · رضاوند '۳۶ · مطهری ۵+۹۰' | ورزشگاه: تختی آبادان داور: اشکان خورشیدی |

| ۲ مرداد ۱۱۳۹۹ ۲۶                                                           | استقلال تهران                               | ۱ – ۱                | نساجی مازندران                        | تهران                              |
| ۲۱:۰۰                                                                      | ریگی '۱۱ · دیاباته ۴۰' (پنالتی) · باقری '۶۴ | lineups ورزش سه فارس | میری ۴۲' · ماهینی '۲+۴۵ · جعفری '۴+۹۰ | ورزشگاه: آزادی داور: رضا کرمانشاهی |
| یادداشت: صالح مصطفوی از کادر فنی استقلال در دقیقه ۹۰ از داور کارت زرد گرفت |                                             |                      |                                       |                                    |

| ۶ مرداد ۱۳۹۹ ۲۳ | پارس جنوبی جم              | ۰ – ۲                | استقلال تهران                                    | جم                                |
| ۲۰:۳۰           | گرامی '۵۵ '۴+۹۰ · نوری '۸۱ | lineups ورزش سه فارس | کریمی ۲۶' · رضاوند '۴۶ · دیاباته ۶۲' · حسینی '۸۰ | ورزشگاه: تختی جم داور: پیام حیدری |

| ۱۱ مرداد ۱۱۳۹۹ ۲۷                                                      | استقلال تهران                                                           | ۲ – ۱                | سپاهان اصفهان                     | تهران                           |
| ۲۱:۳۰                                                                  | رضاوند '۳۹ '۴۴ · غفوری '۴۲ · دیاباته ۵۲' (پنالتی) · مصلح '۶۶ (گل‌به‌خودی) | lineups ورزش سه فارس | نورافکن '۴۲ · مصلح '۵۱ · محبی ۸۲' | ورزشگاه: آزادی داور: بیژن حیدری |
| یادداشت: بهزاد غلامپور از اعضای کادر فنی استقلال از داور کارت زرد گرفت |                                                                         |                      |                                   |                                 |

| ۱۶ مرداد ۱۳۹۹ ۲۸ | شهرخودرو مشهد                                                        | ۲ – ۲                | استقلال تهران                                            | مشهد                               |
| ۲۰:۰۰ | مهربان ۳۵' · صادقی '۳۶ · نعمتی '۶۷ · خلعتبری ۷۴' '۸۱ · مرادمند '۴+۹۰ | lineups ورزش سه فارس | مطهری ۵۵' · دیاباته ۷۱' (پنالتی) · کریمی '۷۹ · قایدی '۸۳ | ورزشگاه: امام رضا داور: وحید کاظمی |
| یادداشت: در این بازی سهراب بختیاری‌زاده (سرمربی شهرخودرو)، داوود سیدعباسی (مربی شهرخودرو)، و بهزاد غلامپور (مربی استقلال) از داور کارت زرد گرفتند |                                                                      |                      |                                                          |                                    |

| ۲۵ مرداد ۱۳۹۹ ۲۹ | استقلال تهران | ۱ – ۱                | پیکان تهران                 | تهران                           |
| ۲۰:۴۵            | کریمی ۳۷'     | lineups ورزش سه فارس | کریمی '۲۷ · امامعلی ۲۳' '۵۷ | ورزشگاه: آزادی داور: پیام حیدری |

| ۳۰ مرداد ۱۳۹۹ ۳۰ | شاهین بوشهر                             | ۱ – ۴                | استقلال تهران                            | بوشهر                                   |
| ۲۰:۴۵            | صارمی ۲۴' · موسی‌زاده '۲۹ · درویش‌وند '۴۷ | lineups ورزش سه فارس | غفوری ۴۸' · دیاباته ۶۶'، ۸۲' · قایدی ۷۲' | ورزشگاه: شهید مهدوی داور: علی‌اصغر مومنی |

#### جایگاه در جدول
| رتبه | تیم      | بازی | برد | مساوی | باخت | گل زده | گل خورده | گل تفاضل | امتیاز | صعود یا سقوط                               |
| ---- | -------- | ---- | --- | ----- | ---- | ------ | -------- | -------- | ------ | ------------------------------------------ |
| ۱    | پرسپولیس | ۳۰   | ۲۱  | ۴     | ۵    | ۴۶     | ۱۷       | ۲۹+      | ۶۷     | صعود به مرحله گروهی لیگ قهرمانان آسیا ۲۰۲۱ |
| ۲    | استقلال  | ۳۰   | ۱۴  | ۱۱    | ۵    | ۵۵     | ۳۱       | ۲۴+      | ۵۳     | صعود به مرحله پلی‌آف لیگ قهرمانان آسیا ۲۰۲۱ |
| ۳    | فولاد    | ۳۰   | ۱۴  | ۹     | ۷    | ۲۸     | ۱۹       | ۹+       | ۵۱     | صعود به مرحله پلی‌آف لیگ قهرمانان آسیا ۲۰۲۱ |
| ۴    | تراکتور  | ۳۰   | ۱۴  | ۸     | ۸    | ۳۱     | ۲۳       | ۸+       | ۵۰     | صعود به مرحله گروهی لیگ قهرمانان آسیا ۲۰۲۱ |
| ۵    | سپاهان   | ۳۰   | ۱۲  | ۱۳    | ۵    | ۳۹     | ۲۲       | ۱۷+      | ۴۹     |                                            |

#### دست‌آوردها در خانه و بیرون
| مجموع | مجموع  | مجموع | مجموع | مجموع | مجموع | مجموع | مجموع | خانه | خانه | خانه | خانه | خانه | خانه | مهمان | مهمان | مهمان | مهمان | مهمان | مهمان |
| بازی  | امتیاز | پ     | ت     | ش     | گ‌ز    | گ‌خ    | ت‌گ    | پ    | ت    | ش    | گ‌ز   | گ‌خ   | ت‌گ   | پ     | ت     | ش     | گ‌ز    | گ‌خ    | ت‌گ    |
| ----- | ------ | ----- | ----- | ----- | ----- | ----- | ----- | ---- | ---- | ---- | ---- | ---- | ---- | ----- | ----- | ----- | ----- | ----- | ----- |
| ۲۹    | ۴۸     | ۱۲    | ۱۲    | ۵     | ۵۱    | ۳۰    | ۲۱+   | ۸    | ۶    | ۲    | ۲۷   | ۱۲   | ۱۵+  | ۴     | ۶     | ۳     | ۲۴    | ۱۸    | ۶+    |

آخرین بروزرسانی: ۲۵ مرداد ۱۳۹۹

منبع: IPLstats Home
IPLstats Away

پ = پیروزی؛ ت = تساوی؛ ش = شکست؛ گ‌ز = گل زده؛ گ‌خ = گل خورده؛ ت‌گ = تفاضل گل

| مکان برگزاری       | بازی | برد | مساوی | شکست | زده | خورده | تفاضل | امتیاز |
| ------------------ | ---- | --- | ----- | ---- | --- | ----- | ----- | ------ |
| در ورزشگاه آزادی   | ۱۷   | ۸   | ۷     | ۲    | ۲۹  | ۱۶    | ۱۳+   | ۳۱     |
| در ورزشگاه‌های دیگر | ۱۳   | ۶   | ۴     | ۳    | ۲۶  | ۱۵    | ۱۱+   | ۲۲     |

#### روند هفته به هفته
| هفته  | ۱  | ۲  | ۳  | ۴  | ۵  | ۶  | ۷ | ۸ | ۹ | ۱۰ | ۱۱ | ۱۲ | ۱۳ | ۱۴ | ۱۵ | ۱۶ | ۱۷ | ۱۸ | ۱۹ | ۲۰ | ۲۱ | ۲۲ | ۲۳ | ۲۴ | ۲۵ | ۲۶ | ۲۷ | ۲۸ | ۲۹ | ۳۰ |
| ----- | -- | -- | -- | -- | -- | -- | - | - | - | -- | -- | -- | -- | -- | -- | -- | -- | -- | -- | -- | -- | -- | -- | -- | -- | -- | -- | -- | -- | -- |
| زمین  | م  | خ  | م  | خ  | م  | خ  | م | خ | م | خ  | م  | م  | خ  | م  | خ  | خ  | خ  | م  | خ  | م  | م  | خ  | خ  | م  | خ  | م  | خ  | م  | خ  | م  |
| نتیجه | ش  | ت  | ت  | ش  | ت  | پ  | پ | پ | پ | پ  | پ  | ت  | پ  | ت  | پ  | ش  | پ  | ت  | پ  | ش  | ش  | ت  | ت  | پ  | ت  | پ  | پ  | ت  | ت  | پ  |
| وضعیت | ۱۲ | ۱۲ | ۱۱ | ۱۵ | ۱۴ | ۱۱ | ۸ | ۷ | ۷ | ۴  | ۳  | ۳  | ۱  | ۱  | ۳  | ۳  | ۴  | ۳  | ۴  | ۴  | ۴  | ۵  | ۶  | ۵  | ۵  | ۲  | ۲  | ۲  | ۲  | ۲  |

آخرین بروزرسانی: ۳۱ مرداد ۱۳۹۹.
منبع: worldfootball IPLstats

زمین: م = مهمان، خ = خانه. نتیجه: ت = تساوی، ش = شکست، پ = پیروزی.

- بازیها براساس ترتیب برگزاری مرتب شده است.

### جام حذفی
برد
      مساوی
      باخت
      انجام نشده
| تاریخ هفته | میزبان | نتیجه | مهمان | محل برگزاری |

| ۸ مهر ۱۳۹۸ ۱/۱۶ نهایی | گل ریحان البرز                                             | ۱ – ۳ (وقت اضافه)    | استقلال تهران                                                                                         | کرج                                   |
| ۱۸:۱۵ | م. پاپی '۲۳ ۳۸' · میرزایی '۳۰ · مهرآزما '۷۵ · م. پاپی '۱۱۲ | lineups ورزش سه فارس | دشتی '۲۵ · دیوسالار '۴۳ (گل‌به‌خودی) · تبریزی '۵۶ · اقایی ۹۳' · دانشگر '۹۸ · کریمی '۱۱۰ · اسماعیلی ۱۱۳' | ورزشگاه: انقلاب کرج داور: مهدی سیدعلی |
| یادداشت: در دقیقه ۵۰ بازی برق ورزشگاه انقلاب قطع شد و حدودا پس از چهل دقیقه وقفه، بازی از سر گرفته شد پس از گل دوم استقلال چند تن از کادر فنی تیم گل ریحان البرز به علت اعتراض از زمین بازی اخراج شدند |                                                            |                      | |                                       |

| ۲۵ مهر ۱۳۹۸ ۱/۸ نهایی | استقلال تهران                                         | ۳ – ۰ (وقت اضافه)    | فجرسپاسی شیراز                    | تهران                                 |
| ۱۶:۴۵                 | اسماعیلی '۶۳ · غفوری ۱۰۸' · آقایی ۱۱۸' · شجاعیان ۱۱۹' | lineups ورزش سه فارس | غریبی '۵۵ حیدری‌نیا '۹۹ محمدی '۱۱۰ | ورزشگاه: آزادی تهران داور: پیام حیدری |

| ۲۰ مرداد ۱۳۹۹ ۱/۴ نهایی | استقلال تهران                                                        | ۲ – ۰                        | سپاهان اصفهان                   | تهران                                     |
| ۲۰:۳۰                   | ریگی '۲۹ · غفوری ۶+۴۵' (پنالتی) · کریمی ۶۱' · حسینی '۶۷ · یزدانی '۷۴ | lineups ورزش سه فارس طرفداری | مصلح '۳۴ استنلی '۴۱ حسینی '۲+۹۰ | ورزشگاه: آزادی تهران داور: موعود بنیادی‌فر |

| ۵ شهریور ۱۳۹۹ ۱/۲ نهایی | پرسپولیس تهران                                                    | ۲ – ۲ (۱ – ۴ پنالتی)            | استقلال تهران                        | تهران                                 |
| ۱۹:۰۰ | نعمتی '۱+۴۵ · رسن ۴۸' · علیپور ۸۹' · خلیل‌زاده '۱۱۷ · ترابی '۱۲۰ · | lineups ورزش سه مهر             | قایدی ۴' · دانشگر ۳+۹۰' · غلامی '۱۱۷ | ورزشگاه: آزادی تهران داور: پیام حیدری |
| | ضربات پنالتی                                                      |                                 |                                      |                                       |
| نوراللهی · عالیشاه · اوساگونا |                                                                   | دیاباته · غفوری · میلیچ · مطهری |                                      |                                       |
| یادداشت: در این بازی چند تن از اعضای کادر فنی دو تیم نیز اخطار گرفتند که عبارتند از : فرهاد مجیدی، بهزاد غلامپور، یحیی گل‌محمدی، حمید مطهری |                                                                   |                                 |                                      |                                       |

| ۱۳ شهریور ۱۳۹۹ فینال | استقلال تهران                                   | ۲ – ۳                | تراکتور تبریز                                                                     | مشهد                                   |
| ۱۸:۲۰                | ریگی '۴۷ · قایدی ۵۰' · مطهری ۷۹' · اسماعیلی '۸۸ | lineups ورزش سه فارس | تیموری '۱۲ · خانزاده ۱۷' · دژاگه ۳۴' · ایمانی '۳۹ ۴۲' · انصاری '۴۳ · حاج‌صفی '۲+۹۰ | ورزشگاه: امام رضا داور: موعود بنیادی‌فر |

### لیگ قهرمانان آسیا

#### مرحله پلی‌آف
برد
      مساوی
      باخت
      انجام نشده
| تاریخ هفته | میزبان | نتیجه | مهمان | محل برگزاری |

| ۵ بهمن ١٣٩٨ پلی‌آف ۱ | استقلال                                                            | ۳ – ۰                | الکویت                                       | دبی، امارات                                                   |
| ۱۷:۵۰ | ریگی '۱۸ · دیاباته ۲۷'، ۵۳' · غفوری ۵۹' · کریمی '۷۷ · طاهرخانی '۷۷ | lineups ورزش سه فارس | الرشیدی '۳۹ عباس '۴۴ بیسمارک '۵۲ الخبیزی '۶۳ | ورزشگاه: مکتوم بن راشد تماشاگران: ۳۴۲۰ داور: محمد بن نصرالدین |
| یادداشت: طبق اعلام قبلی قرار بود نمایندگان ایران در بازی اول پلی‌آف میزبان باشند ولی با توجه به بعضی از اتفاقات رخ داده در ایران، کمیته اجرایی AFC حکم به برگزاری بازی اول پلی‌آف دو نماینده ایران در کشور سوم داد. |                                                                    |                      |                                              |                                                               |

| ۸ بهمن ١٣٩٨ پلی‌آف ۲ | الریان                                                    | ۰ – ۵            | استقلال                                                                  | دوحه، قطر                              |
| ۱۸:۴۵               | مفتاح '۵۶ عبدالمقصود '۵۷ جاییک '۶۳ یونس '۸۲ عبدالعزیز '۸۶ | AFC ورزش سه فارس | دیاباته ۸' · قایدی ۴۰'، ۴۷' · دانشگر '۸۲ · مطهری ۸۳'، ۱+۹۰' · رضاوند '۸۶ | ورزشگاه: جاسم بن حمد داور: مینورو توجو |

#### مرحله گروهی
برد
      مساوی
      باخت
      انجام نشده
| تاریخ هفته | میزبان | نتیجه | مهمان | محل برگزاری |

| ۲۱ بهمن ۱۳۹۸ ۱ | الشرطه              | ۱ – ۱            | استقلال                       | اربیل، عراق                            |
| ۱۸:۰۰          | فائز ۴۸' (پنالتی) · | AFC ورزش سه فارس | رضاوند '۴ کاظم '۲۴ (گل‌به‌خودی) | ورزشگاه: فرانسو حریری داور: احمد العلی |

| ۲۸ بهمن ۱۳۹۸ ۲ | الاهلی                                                              | ۲ – ۱            | استقلال                         | کویت، کویت                              |
| ۱۹:۰۰          | المؤشر ۱۷'، ۲۹' (پنالتی) '۱+۹۰ · المجحد '۲۷ · اسماری '۳۴ · هندی '۵۲ | AFC ورزش سه فارس | چشمی '۱ · مطهری ۲۲' · غفوری '۴۱ | ورزشگاه: جابر الاحمد داور: کو هیونگ-جین |

| ۲۴ شهریور ۱۳۹۹ ۳ | الوحده | v | استقلال | دوحه، قطر                |
|                  |        |   |         | ورزشگاه: بین‌المللی خلیفه |

| ۲۷ شهریور ۱۳۹۹ ۴ | استقلال | v | الوحده | دوحه، قطر                |
|                  |         |   |        | ورزشگاه: بین‌المللی خلیفه |

| ۳۰ شهریور ۱۳۹۹ ۵ | استقلال                                        | ۱ – ۱            | الشرطه                                             | دوحه، قطر                                   |
| ۲۲:۳۰            | رضاوند '۱۵ · میلیچ '۳۲ · غفوری '۳۶ · مطهری ۶۸' | AFC ورزش سه فارس | فیاض ۲۶' · حسین '۲۸ · عبدالامیر '۸۹ · الزامل '۳+۹۰ | ورزشگاه: بین‌المللی خلیفه داور: کو هیونگ-جین |

| ۲ مهر ۱۳۹۹ ۶ | استقلال                                         | ۳ – ۰            | الاهلی       | الوکره، قطر                                  |
| ۱۸:۳۰        | قایدی ۲۹' · میلیچ '۳۰ · کریمی ۳۸' · دیاباته ۵۴' | AFC ورزش سه فارس | عبدالغنی '۴۹ | ورزشگاه: الجنوب (الوکره) داور: ادهم المخادمه |

#### جایگاه در جدول و نتایج گروه
| رتبه | تیم     | بازی | ب | م | با | گ‌ز | گ‌خ | ت‌گ | امتیاز | صلاحیت       |
| ---- | ------- | ---- | - | - | -- | -- | -- | -- | ------ | ------------ |
| ۱    | الاهلی  | ۴    | ۲ | ۰ | ۲  | ۴  | ۶  | ۲- | ۶      | یک‌هشتم نهایی |
| ۲    | استقلال | ۴    | ۱ | ۲ | ۱  | ۶  | ۴  | ۲- | ۵      | یک‌هشتم نهایی |
| ۳    | الشرطه  | ۴    | ۱ | ۲ | ۱  | ۴  | ۴  | ۰  | ۵      |              |
| ۴    | الوحده  | ۰    | ۰ | ۰ | ۰  | ۰  | ۰  | ۰  | ۰      | انصراف       |

|         | الاهلی | استقلال | الشرطه | الوحده |
| ------- | ------ | ------- | ------ | ------ |
| الاهلی  | —      | ۲–۱     | ۱–۰    | لغو شد |
| استقلال | ۳–۰    | —       | ۱–۱    | لغو شد |
| الشرطه  | ۲–۱    | ۱–۱     | —      | ۰–۱    |
| الوحده  | ۱–۱    | لغو شد  | لغو شد | —      |

#### مرحله یک هشتم نهایی
| ۵ مهر ۱۳۹۹ یک‌هشتم نهایی | استقلال                                                                   | ۱–۲              | پاختاکور                                                      | الوکره، قطر                                      |
| ۲۱:۱۵                   | مطهری '۴ · کریمی ۳۲' · دانشگر '۷۵ · رضاوند '۷۷ · زکی‌پور '۸۷ · قایدی '۲+۹۰ | AFC ورزش سه فارس | کریمتس '۵ · چران ۴۳' · دردیوک ۴۷' · سویونوف '۸۴ · سایفی‌اف '۸۹ | ورزشگاه: الجنوب (الوکره) داور: احمد ابوبکر الکاف |

## آمار

### عملکرد کلی تیم در فصل
| رقابت                   | اولین بازی    | آخرین بازی     | شروع دور        | جایگاه نهایی        | آمار | آمار | آمار | آمار | آمار | آمار | آمار | آمار  |
| رقابت                   | اولین بازی    | آخرین بازی     | شروع دور        | جایگاه نهایی        | بازی | ب    | ت    | ش    | گ‌ز   | گ‌خ   | ت‌گ   | % برد |
| ----------------------- | ------------- | -------------- | --------------- | ------------------- | ---- | ---- | ---- | ---- | ---- | ---- | ---- | ----- |
| لیگ برتر                | ۱ شهریور ۱۳۹۸ | ۳۰ مرداد ۱۳۹۹  | هفته ۱          | دوم                 | ۳۰   | ۱۴   | ۱۱   | ۵    | ۵۵   | ۳۱   | ۲۴+  | ۰۴۷   |
| جام حذفی                | ۸ مهر ۱۳۹۸    | ۱۳ شهریور ۱۳۹۹ | یک‌شانزدهم نهایی | شکست در فینال       | ۵    | ۳    | ۱    | ۱    | ۱۲   | ۶    | ۶+   | ۰۶۰   |
| پلی‌آف لیگ قهرمانان آسیا | ۵ بهمن ۱۳۹۸   | ۸ بهمن ۱۳۹۸    | دور دوم مقدماتی | صعود به دور گروهی   | ۲    | ۲    | ۰    | ۰    | ۸    | ۰    | ۸+   | ۱۰۰   |
| لیگ قهرمانان آسیا       | ۲۱ بهمن ۱۳۹۸  | ۵ مهر ۱۳۹۹     | دور گروهی       | حذف در یک‌هشتم نهایی | ۵    | ۱    | ۲    | ۲    | ۷    | ۶    | ۱+   | ۰۲۰   |
| مجموع                   | مجموع         | مجموع          | مجموع           | مجموع               | ۴۲   | ۲۰   | ۱۴   | ۸    | ۸۲   | ۴۳   | ۳۹+  | ۰۴۸   |

منبع: رقابت‌ها
تاریخ به‌ روز رسانی: پایان فصل

### نمایش بازیکنان
| نمایش کلی بازیکنان استقلال در فصل ۹۹–۱۳۹۸ | نمایش کلی بازیکنان استقلال در فصل ۹۹–۱۳۹۸ | نمایش کلی بازیکنان استقلال در فصل ۹۹–۱۳۹۸ | نمایش کلی بازیکنان استقلال در فصل ۹۹–۱۳۹۸ | نمایش کلی بازیکنان استقلال در فصل ۹۹–۱۳۹۸ | نمایش کلی بازیکنان استقلال در فصل ۹۹–۱۳۹۸ | نمایش کلی بازیکنان استقلال در فصل ۹۹–۱۳۹۸ | نمایش کلی بازیکنان استقلال در فصل ۹۹–۱۳۹۸ | نمایش کلی بازیکنان استقلال در فصل ۹۹–۱۳۹۸ | نمایش کلی بازیکنان استقلال در فصل ۹۹–۱۳۹۸ | نمایش کلی بازیکنان استقلال در فصل ۹۹–۱۳۹۸ | نمایش کلی بازیکنان استقلال در فصل ۹۹–۱۳۹۸ | نمایش کلی بازیکنان استقلال در فصل ۹۹–۱۳۹۸ | نمایش کلی بازیکنان استقلال در فصل ۹۹–۱۳۹۸ | نمایش کلی بازیکنان استقلال در فصل ۹۹–۱۳۹۸ | نمایش کلی بازیکنان استقلال در فصل ۹۹–۱۳۹۸ | نمایش کلی بازیکنان استقلال در فصل ۹۹–۱۳۹۸ |
| شماره                                     | پُست                                       | بازیکنان                                  | لیگ                                       | لیگ                                       | لیگ                                       | حذفی                                      | حذفی                                      | حذفی                                      | آسیا                                      | آسیا                                      | آسیا                                      | مجموع                                     | مجموع                                     | مجموع                                     | کارت                                      | کارت                                      |
| شماره                                     | پُست                                       | بازیکنان                                  | بازی                                      | زمان                                      | کارت زرد                                  | بازی                                      | زمان                                      | کارت زرد                                  | بازی                                      | زمان                                      | کارت زرد                                  | بازی                                      | زمان                                      | کارت زرد                                  | کارت زرد دوم و اخراج                      | کارت قرمز مستقیم                          |
| ----------------------------------------- | ----------------------------------------- | ----------------------------------------- | ----------------------------------------- | ----------------------------------------- | ----------------------------------------- | ----------------------------------------- | ----------------------------------------- | ----------------------------------------- | ----------------------------------------- | ----------------------------------------- | ----------------------------------------- | ----------------------------------------- | ----------------------------------------- | ----------------------------------------- | ----------------------------------------- | ----------------------------------------- |
| ۱                                         | دروازه‌بان                                 | حسین حسینی                                | ۳۰                                        | ۲۷۰۰                                      | ۲                                         | ۵                                         | ۵۴۰                                       | ۱                                         | ۷                                         | ۶۳۰                                       | ۰                                         | ۴۲ (۴۲)                                   | ۳۸۷۰                                      | ۳                                         | ۰                                         | ۰                                         |
| ۳                                         | مدافع                                     | میلاد زکی‌پور                              | ۱۷                                        | ۱۲۰۶                                      | ۲                                         | ۵                                         | ۲۲۹                                       | ۰                                         | ۵                                         | ۳۶۳                                       | ۱                                         | ۲۷ (۱۹)                                   | ۱۷۹۸                                      | ۳                                         | ۰                                         | ۰                                         |
| ۴                                         | مدافع                                     | روزبه چشمی                                | ۲۲                                        | ۱۹۸۰                                      | ۳                                         | ۳                                         | ۳۳۰                                       | ۰                                         | ۶                                         | ۵۱۵                                       | ۱                                         | ۳۱ (۳۱)                                   | ۲۸۲۵                                      | ۴                                         | ۰                                         | ۰                                         |
| ۵                                         | مدافع                                     | عارف غلامی                                | ۲۱                                        | ۱۶۰۳                                      | ۴                                         | ۵                                         | ۵۴۰                                       | ۱                                         | ۳                                         | ۲۷۰                                       | ۰                                         | ۲۹ (۲۶)                                   | ۲۴۱۳                                      | ۵                                         | ۱                                         | ۰                                         |
| ۶                                         | هافبک                                     | علی کریمی                                 | ۲۷                                        | ۲۳۸۴                                      | ۴                                         | ۴                                         | ۳۹۰                                       | ۱                                         | ۶                                         | ۴۷۷                                       | ۱                                         | ۳۷ (۳۶)                                   | ۳۲۵۱                                      | ۶                                         | ۱                                         | ۱                                         |
| ۷                                         | مهاجم                                     | شیخ دیاباته                               | ۲۱                                        | ۱۴۹۸                                      | ۵                                         | ۲                                         | ۲۱۰                                       | ۰                                         | ۵                                         | ۴۱۶                                       | ۰                                         | ۲۸ (۲۵)                                   | ۲۱۲۴                                      | ۵                                         | ۰                                         | ۰                                         |
| ۸                                         | هافبک                                     | فرشید اسماعیلی                            | ۲۲                                        | ۱۶۰۴                                      | ۴                                         | ۴                                         | ۳۸۰                                       | ۲                                         | ۳                                         | ۲۴۷                                       | ۰                                         | ۲۹ (۲۶)                                   | ۲۲۳۱                                      | ۶                                         | ۱                                         | ۰                                         |
| ۹                                         | هافبک                                     | علی دشتی                                  | ۱۴                                        | ۴۱۰                                       | ۵                                         | ۱                                         | ۷۱                                        | ۱                                         | ۲                                         | ۸۴                                        | ۰                                         | ۱۷ (۷)                                    | ۵۶۵                                       | ۶                                         | ۰                                         | ۰                                         |
| ۱۰                                        | هافبک                                     | مهدی قایدی                                | ۳۰                                        | ۲۰۸۴                                      | ۲                                         | ۵                                         | ۴۸۶                                       | ۰                                         | ۶                                         | ۴۵۶                                       | ۱                                         | ۴۱ (۳۵)                                   | ۳۰۲۶                                      | ۳                                         | ۰                                         | ۰                                         |
| ۱۱                                        | مهاجم                                     | مرتضی تبریزی                              | ۱۱                                        | ۴۱۳                                       | ۲                                         | ۲                                         | ۱۲۲                                       | ۰                                         | ۳                                         | ۷۲                                        | ۰                                         | ۱۶ (۴)                                    | ۶۰۷                                       | ۲                                         | ۰                                         | ۰                                         |
| ۱۴                                        | هافبک                                     | فرشید باقری                               | ۱۵                                        | ۶۸۴                                       | ۱                                         | ۱                                         | ۷۰                                        | ۰                                         | ۵                                         | ۲۱۶                                       | ۰                                         | ۲۱ (۸)                                    | ۹۷۰                                       | ۱                                         | ۰                                         | ۰                                         |
| ۱۵                                        | مدافع                                     | سینا خادم‌پور                              | ۵                                         | ۴۳                                        | ۰                                         | ۱                                         | ۲                                         | ۰                                         | ۰                                         | ۰                                         | ۰                                         | ۶ (۰)                                     | ۴۵                                        | ۰                                         | ۰                                         | ۰                                         |
| ۱۷                                        | مدافع                                     | زکریا مرادی                               | ۲                                         | ۴۰                                        | ۰                                         | ۰                                         | ۰                                         | ۰                                         | ۳                                         | ۵۹                                        | ۰                                         | ۵ (۰)                                     | ۹۹                                        | ۰                                         | ۰                                         | ۰                                         |
| ۲۰                                        | مدافع                                     | نیکولای بودوروف                           | ۱                                         | ۸۱                                        | ۰                                         | ۰                                         | ۰                                         | ۰                                         | ۲                                         | ۱۸۰                                       | ۰                                         | ۳ (۳)                                     | ۲۶۱                                       | ۰                                         | ۰                                         | ۰                                         |
| ۲۱                                        | مدافع                                     | وریا غفوری                                | ۲۹                                        | ۲۴۷۲                                      | ۲                                         | ۴                                         | ۴۲۰                                       | ۰                                         | ۶                                         | ۴۹۵                                       | ۱                                         | ۳۹ (۳۷)                                   | ۳۳۸۷                                      | ۳                                         | ۰                                         | ۰                                         |
| ۲۲                                        | مدافع                                     | سیاوش یزدانی                              | ۱۲                                        | ۱۰۵۳                                      | ۰                                         | ۲                                         | ۱۰۸                                       | ۱                                         | ۰                                         | ۰                                         | ۰                                         | ۱۴ (۱۳)                                   | ۱۱۶۱                                      | ۱                                         | ۰                                         | ۰                                         |
| ۲۳                                        | هافبک                                     | داریوش شجاعیان                            | ۷                                         | ۵۶۵                                       | ۲                                         | ۲                                         | ۲۲۱                                       | ۰                                         | ۰                                         | ۰                                         | ۰                                         | ۹ (۹)                                     | ۷۸۶                                       | ۲                                         | ۰                                         | ۰                                         |
| ۲۸                                        | مهاجم                                     | محسن کریمی                                | ۴                                         | ۱۱۴                                       | ۰                                         | ۰                                         | ۰                                         | ۰                                         | ۰                                         | ۰                                         | ۰                                         | ۴ (۲)                                     | ۱۱۴                                       | ۰                                         | ۰                                         | ۰                                         |
| ۳۲                                        | مدافع                                     | امیرحسین کارگر                            | ۱                                         | ۱۲                                        | ۰                                         | ۰                                         | ۰                                         | ۰                                         | ۰                                         | ۰                                         | ۰                                         | ۱ (۰)                                     | ۱۲                                        | ۰                                         | ۰                                         | ۰                                         |
| ۳۳                                        | مدافع                                     | هروویه میلیچ                              | ۲۲                                        | ۱۶۷۰                                      | ۳                                         | ۴                                         | ۳۴۲                                       | ۰                                         | ۴                                         | ۲۸۵                                       | ۲                                         | ۳۰ (۲۷)                                   | ۲۲۹۷                                      | ۵                                         | ۰                                         | ۰                                         |
| ۴۰                                        | مدافع                                     | امیرحسین خدامرادی                         | ۵                                         | ۷۲                                        | ۰                                         | ۱                                         | ۱                                         | ۰                                         | ۰                                         | ۰                                         | ۰                                         | ۶ (۰)                                     | ۷۳                                        | ۰                                         | ۰                                         | ۰                                         |
| ۴۱                                        | مدافع                                     | آرش داجلیری                               | ۲                                         | ۱۰۱                                       | ۰                                         | ۰                                         | ۰                                         | ۰                                         | ۰                                         | ۰                                         | ۰                                         | ۲ (۲)                                     | ۱۰۱                                       | ۰                                         | ۰                                         | ۰                                         |
| ۴۲                                        | مهاجم                                     | فردین رابط                                | ۱                                         | ۱                                         | ۰                                         | ۰                                         | ۰                                         | ۰                                         | ۰                                         | ۰                                         | ۰                                         | ۱ (۰)                                     | ۱                                         | ۰                                         | ۰                                         | ۰                                         |
| ۵۷                                        | مدافع                                     | شاهین طاهرخانی                            | ۶                                         | ۳۷۹                                       | ۰                                         | ۰                                         | ۰                                         | ۰                                         | ۵                                         | ۳۳۱                                       | ۱                                         | ۱۱ (۸)                                    | ۷۱۰                                       | ۱                                         | ۰                                         | ۰                                         |
| ۶۶                                        | هافبک                                     | مسعود ریگی                                | ۲۶                                        | ۲۱۱۴                                      | ۵                                         | ۵                                         | ۴۳۹                                       | ۲                                         | ۷                                         | ۶۰۸                                       | ۱                                         | ۳۸ (۳۵)                                   | ۳۱۶۱                                      | ۸                                         | ۰                                         | ۰                                         |
| ۷۰                                        | مدافع                                     | محمد دانشگر                               | ۲۳                                        | ۱۸۸۹                                      | ۶                                         | ۵                                         | ۵۴۰                                       | ۱                                         | ۷                                         | ۴۹۸                                       | ۲                                         | ۳۵ (۳۰)                                   | ۲۹۲۷                                      | ۹                                         | ۰                                         | ۱                                         |
| ۷۲                                        | مهاجم                                     | امیرارسلان مطهری                          | ۱۱                                        | ۵۷۱                                       | ۰                                         | ۲                                         | ۸۰                                        | ۰                                         | ۷                                         | ۳۹۵                                       | ۱                                         | ۲۰ (۱۰)                                   | ۱۰۴۶                                      | ۱                                         | ۰                                         | ۰                                         |
| ۷۷                                        | هافبک                                     | رضا آذری                                  | ۱                                         | ۱۱                                        | ۰                                         | ۰                                         | ۰                                         | ۰                                         | ۰                                         | ۰                                         | ۰                                         | ۱ (۰)                                     | ۱۱                                        | ۰                                         | ۰                                         | ۰                                         |
| ۸۰                                        | هافبک                                     | محمد بلبلی                                | ۴                                         | ۲۸                                        | ۰                                         | ۱                                         | ۱                                         | ۰                                         | ۰                                         | ۰                                         | ۰                                         | ۵ (۰)                                     | ۲۹                                        | ۰                                         | ۰                                         | ۰                                         |
| ۸۸                                        | هافبک                                     | آرش رضاوند                                | ۲۷                                        | ۱۶۴۶                                      | ۷                                         | ۵                                         | ۳۲۵                                       | ۰                                         | ۶                                         | ۳۳۰                                       | ۴                                         | ۳۸ (۲۶)                                   | ۲۳۰۱                                      | ۱۱                                        | ۱                                         | ۰                                         |
| ۹۹                                        | مهاجم                                     | سجاد آقایی                                | ۵                                         | ۱۲۹                                       | ۰                                         | ۲                                         | ۹۴                                        | ۰                                         | ۰                                         | ۰                                         | ۰                                         | ۷ (۱)                                     | ۲۲۳                                       | ۰                                         | ۰                                         | ۰                                         |

اعداد آبی رنگ : تعداد حضور در ترکیب اصلی استقلال
منبع: IPLstats Esteghlal TEH - IPLstats Matches played 
تاریخ به‌ روز رسانی: پایان فصل

### گل‌زن‌ها
| گل‌زن‌های استقلال در فصل ۹۹–۱۳۹۸ | گل‌زن‌های استقلال در فصل ۹۹–۱۳۹۸ | گل‌زن‌های استقلال در فصل ۹۹–۱۳۹۸ | گل‌زن‌های استقلال در فصل ۹۹–۱۳۹۸ | گل‌زن‌های استقلال در فصل ۹۹–۱۳۹۸ | گل‌زن‌های استقلال در فصل ۹۹–۱۳۹۸ | گل‌زن‌های استقلال در فصل ۹۹–۱۳۹۸ |
| #                              | پُست                            | بازیکنان                       | لیگ برتر                       | جام حذفی                       | لیگ قهرمانان                   | جمع                            |
| ------------------------------ | ------------------------------ | ------------------------------ | ------------------------------ | ------------------------------ | ------------------------------ | ------------------------------ |
| ۱                              | مهاجم                          | شیخ دیاباته                    | ۱۵ (۳)                         | ۰                              | ۴                              | ۱۹                             |
| ۲                              | مهاجم                          | مهدی قایدی                     | ۱۰                             | ۲                              | ۳                              | ۱۵                             |
| ۳                              | مهاجم                          | امیرارسلان مطهری               | ۵                              | ۱                              | ۴                              | ۱۰                             |
| ۴                              | مدافع                          | علی کریمی                      | ۵                              | ۱                              | ۲                              | ۸                              |
| ۵                              | مدافع                          | وریا غفوری                     | ۵ (۲)                          | ۲ (۱)                          | ۱                              | ۸                              |
| ۶                              | مدافع                          | محمد دانشگر                    | ۴                              | ۱                              | ۰                              | ۵                              |
| ۷                              | هافبک                          | فرشید اسماعیلی                 | ۲                              | ۱                              | ۰                              | ۳                              |
| ۸                              | مهاجم                          | سجاد آقایی                     | ۱                              | ۲                              | ۰                              | ۳                              |
| ۹                              | هافبک                          | داریوش شجاعیان                 | ۱                              | ۱                              | ۰                              | ۲                              |
| ۱۰                             | مدافع                          | هروویه میلیچ                   | ۲                              | ۰                              | ۰                              | ۲                              |
| ۱۱                             | مدافع                          | عارف غلامی                     | ۱                              | ۰                              | ۰                              | ۱                              |
| ۱۲                             | هافبک                          | آرش رضاوند                     | ۱                              | ۰                              | ۰                              | ۱                              |
| ۱۳                             | هافبک                          | روزبه چشمی                     | ۱                              | ۰                              | ۰                              | ۱                              |
| ۱۴                             | هافبک                          | مسعود ریگی                     | ۱                              | ۰                              | ۰                              | ۱                              |
| گل‌به‌خودی **                    | گل‌به‌خودی **                    | گل‌به‌خودی **                    | ۱                              | ۱                              | ۱                              | ۳                              |
| جمع                            | جمع                            | جمع                            | ۵۵ (۵)                         | ۱۲ (۱)                         | ۱۵                             | ۸۲                             |

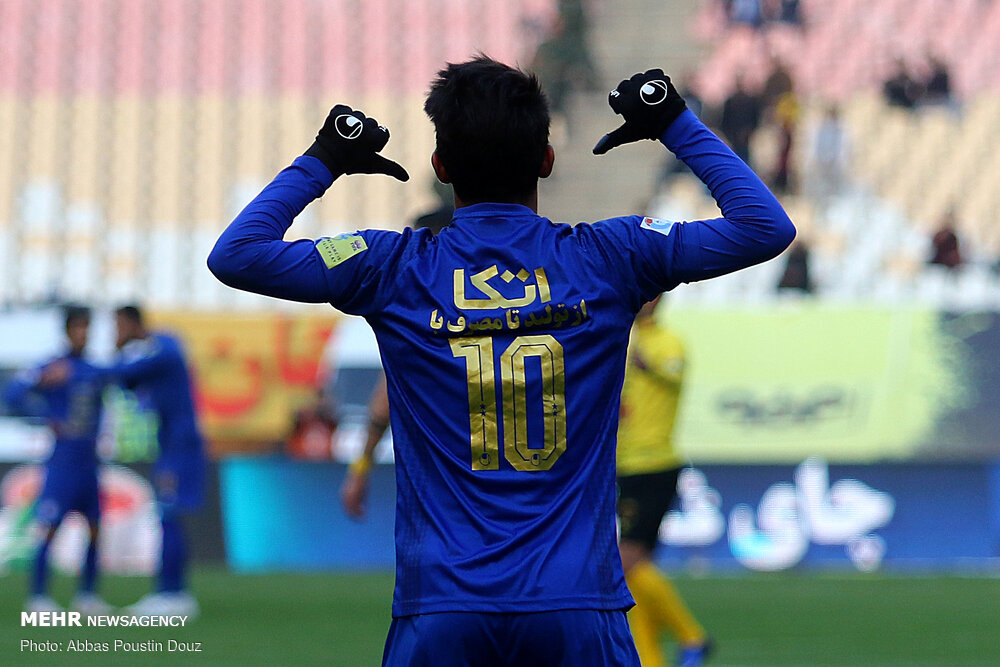
مهدی قایدی، یکی از بهترین گلزنان فصل استقلال

شیخ دیاباته، گلزن اهل مالی استقلال با شادی گل منحصر به فردش بهترین گلزن خارجی تاریخ باشگاه استقلال

اعداد آبی رنگ : تعداد گلهای زده شده از نقطه پنالتی
** گل به خودی بازیکنان حریف :
۱- حمیدرضا دیوسالار بازیکن گل‌ ریحان البرز در بازی اول جام حذفی
۲- حسام کاظم بازیکن الشرطه عراق در بازی هفته اول لیگ قهرمانان
۳- شایان مصلح بازیکن سپاهان در بازی هفته ۲۷ لیگ برتر
تاریخ به‌ روز رسانی: پایان فصل
منبع: گزارش بازی‌ها

### پاس گل
| پاس گل‌های استقلال در فصل ۹۹–۱۳۹۸ | پاس گل‌های استقلال در فصل ۹۹–۱۳۹۸ | پاس گل‌های استقلال در فصل ۹۹–۱۳۹۸ | پاس گل‌های استقلال در فصل ۹۹–۱۳۹۸ | پاس گل‌های استقلال در فصل ۹۹–۱۳۹۸ | پاس گل‌های استقلال در فصل ۹۹–۱۳۹۸ | پاس گل‌های استقلال در فصل ۹۹–۱۳۹۸ | پاس گل‌های استقلال در فصل ۹۹–۱۳۹۸ |
| #                                | پُست                              | بازیکنان                         | لیگ برتر                         | جام حذفی                         | لیگ قهرمانان                     | جمع                              | گرفتن پنالتی                     |
| -------------------------------- | -------------------------------- | -------------------------------- | -------------------------------- | -------------------------------- | -------------------------------- | -------------------------------- | -------------------------------- |
| ۱                                | مهاجم                            | مهدی قایدی                       | ۸                                | ۰                                | ۱                                | ۹                                | ۴                                |
| ۲                                | مدافع                            | وریا غفوری                       | ۴                                | ۲                                | ۲                                | ۸                                | ۰                                |
| ۳                                | هافبک                            | علی کریمی                        | ۴                                | ۰                                | ۱                                | ۵                                | ۰                                |
| ۴                                | مدافع                            | محمد دانشگر                      | ۳                                | ۰                                | ۱                                | ۴                                | ۰                                |
| ۵                                | هافبک                            | آرش رضاوند                       | ۴                                | ۰                                | ۱                                | ۵                                | ۱                                |
| ۶                                | هافبک                            | فرشید اسماعیلی                   | ۳                                | ۱                                | ۱                                | ۵                                | ۰                                |
| ۷                                | هافبک                            | داریوش شجاعیان                   | ۲                                | ۰                                | ۰                                | ۲                                | ۱                                |
| ۸                                | مهاجم                            | شیخ دیاباته                      | ۳                                | ۰                                | ۱                                | ۴                                | ۰                                |
| ۹                                | مدافع                            | عارف غلامی                       | ۱                                | ۰                                | ۰                                | ۱                                | ۰                                |
| ۱۰                               | مهاجم                            | سجاد آقایی                       | ۰                                | ۱                                | ۰                                | ۱                                | ۰                                |
| ۱۱                               | مدافع                            | میلاد زکی‌پور                     | ۱                                | ۰                                | ۰                                | ۱                                | ۱                                |
| ۱۲                               | هافبک                            | فرشید باقری                      | ۱                                | ۰                                | ۰                                | ۱                                | ۰                                |
| ۱۳                               | هافبک                            | مسعود ریگی                       | ۱                                | ۰                                | ۰                                | ۱                                | ۰                                |
| ۱۴                               | هافبک                            | علی دشتی                         | ۰                                | ۰                                | ۰                                | ۰                                | ۱                                |
| ۱۵                               | مهاجم                            | امیرارسلان مطهری                 | ۱                                | ۰                                | ۰                                | ۱                                | ۰                                |
| ۱۶                               | مدافع                            | هروویه میلیچ                     | ۰                                | ۳                                | ۰                                | ۳                                | ۰                                |
| جمع                              | جمع                              | جمع                              | ۳۶                               | ۷                                | ۸                                | ۵۱                               | ۸                                |

- از مجموع هشت پنالتی اعلام شده در این فصل سه ضربه پنالتی گل نشده‌است.

تاریخ به‌ روز رسانی: پایان فصل
منبع: گزارش بازی‌ها

### عملکرد مربیان
| عنوان بازیها       | بازی | برد | مساوی | باخت | گل‌زده | گل‌خورده | تفاضل | درصد برد |
| ------------------ | ---- | --- | ----- | ---- | ----- | ------- | ----- | -------- |
| آندره‌آ استراماچونی |      |     |       |      |       |         |       |          |
| لیگ برتر           | ۱۳   | ۷   | ۴     | ۲    | ۲۶    | ۱۲      | ۱۴    | ۵۴٪      |
| جام حذفی           | ۲    | ۲   | ۰     | ۰    | ۶     | ۱       | ۵     | ۱۰۰٪     |
| فرهاد مجیدی        |      |     |       |      |       |         |       |          |
| لیگ برتر           | ۱۴   | ۶   | ۶     | ۲    | ۲۲    | ۱۴      | ۸     | ۴۳٪      |
| لیگ قهرمانان       | ۴    | ۲   | ۱     | ۱    | ۱۰    | ۳       | ۷     | ۵۰٪      |
| جام حذفی           | ۳    | ۱   | ۱     | ۱    | ۶     | ۵       | ۱     | ۳۳٪      |
| مجید نامجومطلق     |      |     |       |      |       |         |       |          |
| لیگ قهرمانان       | ۳    | ۱   | ۱     | ۱    | ۵     | ۳       | ۲     | ۳۳٪      |
| جمع عملکرد مربیان  |      |     |       |      |       |         |       |          |
| آندره‌آ استراماچونی | ۱۵   | ۹   | ۴     | ۲    | ۳۲    | ۱۳      | ۱۹    | ۶۰٪      |
| فرهاد مجیدی        | ۲۱   | ۹   | ۸     | ۴    | ۳۸    | ۲۲      | ۱۶    | ۴۳٪      |
| مجید نامجومطلق     | ۳    | ۱   | ۱     | ۱    | ۵     | ۳       | ۲     | ۳۳٪      |

*استقلال در سه دیدار از بازیهای این فصل بدون سرمربی به میدان رفت.

### گل‌های لیگ برتر بر حسب شش بازه زمانی
| بازه زمانی     | گل زده | بازه زمانی     | گل خورده |
| -------------- | ------ | -------------- | -------- |
| ۱۵ دقیقه اول   | ۵      | ۱۵ دقیقه اول   | ۲        |
| ۱۵ دقیقه دوم   | ۱۱     | ۱۵ دقیقه دوم   | ۶        |
| ۱۵ دقیقه سوم   | ۶      | ۱۵ دقیقه سوم   | ۵        |
| اضافی نیمه اول | ۱      | اضافی نیمه اول | ۰        |
| جمع نیمه اول   | ۲۳     | جمع نیمه اول   | ۱۳       |
| ۱۵ دقیقه چهارم | ۱۴     | ۱۵ دقیقه چهارم | ۲        |
| ۱۵ دقیقه پنجم  | ۱۲     | ۱۵ دقیقه پنجم  | ۵        |
| ۱۵ دقیقه ششم   | ۵      | ۱۵ دقیقه ششم   | ۶        |
| اضافی نیمه دوم | ۱      | اضافی نیمه دوم | ۵        |
| جمع نیمه دوم   | ۳۲     | جمع نیمه دوم   | ۱۸       |

تاریخ به‌ روز رسانی: پایان فصل
منبع : IPLstats Goals for/against

### عملکرد دروازه‌بان‌ها
|       |               | لیگ برتر | لیگ برتر | لیگ برتر | جام حذفی | جام حذفی | جام حذفی | لیگ قهرمانان | لیگ قهرمانان | لیگ قهرمانان | مجموع | مجموع   | مجموع |
| رتبه  | نام           | بازی     | گل‌خورده  | ک‌ش       | بازی     | گل‌خورده  | ک‌ش       | بازی         | گل‌خورده      | ک‌ش           | بازی  | گل‌خورده | ک‌ش    |
| ----- | ------------- | -------- | -------- | -------- | -------- | -------- | -------- | ------------ | ------------ | ------------ | ----- | ------- | ----- |
| ۱     | حسین حسینی    | ۳۰       | ۳۱       | ۷        | ۵        | ۶        | ۲        | ۷            | ۶            | ۳            | ۴۲    | ۴۳      | ۱۲    |
| ۲     | حسین پورحمیدی | ۰        | ۰        | ۰        | ۰        | ۰        | ۰        | ۰            | ۰            | ۰            | ۰     | ۰       | ۰     |
| مجموع | مجموع         | ۳۰       | ۳۱       | ۷        | ۳        | ۱        | ۲        | ۷            | ۶            | ۲            | ۴۲    | ۴۳      | ۱۲    |

تاریخ به‌ روز رسانی: پایان فصل

### کاپیتان‌های فصل
| کاپیتان‌های استقلال در فصل ۹۹–۱۳۹۸ | کاپیتان‌های استقلال در فصل ۹۹–۱۳۹۸ | کاپیتان‌های استقلال در فصل ۹۹–۱۳۹۸ | کاپیتان‌های استقلال در فصل ۹۹–۱۳۹۸ | کاپیتان‌های استقلال در فصل ۹۹–۱۳۹۸ | کاپیتان‌های استقلال در فصل ۹۹–۱۳۹۸ |
| رده                               | نام                               | لیگ برتر                          | جام حذفی                          | لیگ قهرمانان                      | جمع                               |
| --------------------------------- | --------------------------------- | --------------------------------- | --------------------------------- | --------------------------------- | --------------------------------- |
| ۱                                 | وریا غفوری                        | ۲۷ (۲)                            | ۴                                 | ۶                                 | ۳۷                                |
| ۲                                 | حسین حسینی                        | ۲ (۲)                             | ۱                                 | ۱ (۱)                             | ۴                                 |
| ۳                                 | روزبه چشمی                        | ۱                                 | ۰                                 | ۰                                 | ۱                                 |

* عددهای آبی رنگ : نشان دهنده دفعاتی است که آن بازیکن پس از تعویض کاپیتان اول، کاپیتان شده‌است و این کاپیتانی‌ها در ستون جمع محاسبه نشده‌است.
تاریخ به‌ روز رسانی: پایان فصل

## گزارش تصویری
| هفته | تاریخ بازی     | شهر               | لینک اول                             | لینک دوم |
| ۱    | ۱ شهریور ۱۳۹۸  | تبریز، ایران      | گزارش تصویری ماشین سازی ۱–۰ استقلال  | لینک دوم |
| ۲    | ۷ شهریور ۱۳۹۸  | تهران، ایران      | گزارش تصویری استقلال ۱–۱ فولاد       | لینک دوم |
| ۳    | ۲۴ شهریور ۱۳۹۸ | مسجدسلیمان، ایران | گزارش تصویری نفت م.س ۰۰–۰۰ استقلال   | لینک دوم |
| ۴    | ۳۱ شهریور ۱۳۹۸ | تهران، ایران      | گزارش تصویری استقلال ۰–۱ پرسپولیس    | لینک دوم |
| ۵    | ۴ مهر ۱۳۹۸     | اصفهان، ایران     | گزارش تصویری ذوب‌آهن ۲–۲ استقلال      | لینک دوم |
| ۶    | ۱۲ مهر ۱۳۹۸    | تهران، ایران      | گزارش تصویری استقلال ۲–۱ گل گهر      | لینک دوم |
| ۷    | ۲۹ مهر ۱۳۹۸    | تهران، ایران      | گزارش تصویری سایپا ۰–۴ استقلال       | لینک دوم |
| ۸    | ۳ آبان ۱۳۹۸    | تهران، ایران      | گزارش تصویری استقلال ۲–۰ پارس جنوبی  | لینک دوم |
| ۹    | ۱۰ آبان ۱۳۹۸   | تبریز، ایران      | گزارش تصویری تراکتور ۲–۴ استقلال     | لینک دوم |
| ۱۰   | ۱۴ آبان ۱۳۹۸   | تهران، ایران      | گزارش تصویری استقلال ۵–۰ صنعت نفت    | لینک دوم |
| ۱۱   | ۴ آذز ۱۳۹۸     | تهران، ایران      | گزارش تصویری نساجی ۱–۲ استقلال       | لینک دوم |
| ۱۲   | ۹ آذز ۱۳۹۸     | اصفهان، ایران     | گزارش تصویری سپاهان ۲–۲ استقلال      | لینک دوم |
| ۱۳   | ۱۴ آذز ۱۳۹۸    | تهران، ایران      | گزارش تصویری استقلال ۱–۰ شهرخودرو    | لینک دوم |
| ۱۴   | ۱۸ آذز ۱۳۹۸    | تهران، ایران      | گزارش تصویری پیکان ۲–۲ استقلال       | لینک دوم |
| ۱۵   | ۲۳ آذز ۱۳۹۸    | تهران، ایران      | گزارش تصویری استقلال ۴–۱ شاهین بوشهر | لینک دوم |
| ۱۶   | ۲۸ آذز ۱۳۹۸    | تهران، ایران      | گزارش تصویری استقلال ۱–۲ ماشین سازی  | لینک دوم |
| ۱۷   | ۴ تیر ۱۳۹۹     | اهواز، ایران      | گزارش تصویری فولاد ۲–۱ استقلال       | لینک دوم |
| ۱۸   | ۱۲ بهمن ۱۳۹۸   | تهران، ایران      | گزارش تصویری استقلال ۲–۰۰ نفت م.س    | لینک دوم |
| ۱۹   | ۱۷ بهمن ۱۳۹۸   | تهران، ایران      | گزارش تصویری پرسپولیس ۲–۲ استقلال    | لینک دوم |
| ۲۰   | ۴ اسفند ۱۳۹۸   | تهران، ایران      | گزارش تصویری استقلال ۲–۱ ذوب‌آهن      | لینک دوم |
| ۲۱   | ۸ اسفند ۱۳۹۸   | سیرجان، ایران     | گزارش تصویری گل گهر ۱–۰ استقلال      | لینک دوم |
| ۲۲   | ۹ تیر ۱۳۹۹     | تهران، ایران      | گزارش تصویری استقلال ۱–۱ سایپا       | لینک دوم |
| ۲۳   | ۶ مرداد ۱۳۹۹   | جم، ایران         | گزارش تصویری پارس جنوبی ۰–۲ استقلال  | لینک دوم |
| ۲۴   | ۲۱ تیر ۱۳۹۹    | تهران، ایران      | گزارش تصویری استقلال ۰–۰ تراکتور     | لینک دوم |
| ۲۵   | ۲۷ تیر ۱۳۹۹    | آبادان، ایران     | گزارش تصویری صنعت نفت ۰–۲ استقلال    | لینک دوم |
| ۲۶   | ۲ مرداد ۱۳۹۹   | تهران، ایران      | گزارش تصویری استقلال ۱–۱ نساجی       | لینک دوم |
| ۲۷   | ۱۱ مرداد ۱۳۹۹  | تهران، ایران      | گزارش تصویری استقلال ۲–۱ سپاهان      | لینک دوم |
| ۲۸   | ۱۶ مرداد ۱۳۹۹  | مشهد، ایران       | گزارش تصویری شهرخودرو ۲–۲ استقلال    | لینک دوم |
| ۲۹   | ۲۵ مرداد ۱۳۹۹  | تهران، ایران      | گزارش تصویری استقلال ۱–۱ پیکان       | لینک دوم |
| ۳۰   | ۳۰ مرداد ۱۳۹۹  | بوشهر، ایران      | گزارش تصویری شاهین بوشهر ۱–۴ استقلال | لینک دوم |

| مرحله      | تاریخ بازی     | شهر          | لینک اول                                  | لینک دوم |
| ۱/۱۶ نهایی | ۸ مهر ۱۳۹۸     | کرج، ایران   | گزارش تصویری گل ریحان البرز ۱–۳ استقلال   | لینک دوم |
| ۱/۸ نهایی  | ۲۵ مهر ۱۳۹۸    | تهران، ایران | گزارش تصویری استقلال ۳–۰ فجرسپاسی         | لینک دوم |
| ۱/۴ نهایی  | ۲۰ مرداد ۱۳۹۹  | تهران، ایران | گزارش تصویری استقلال ۲–۰ سپاهان           | لینک دوم |
| نیمه‌نهایی  | ۵ شهریور ۱۳۹۹  | تهران، ایران | گزارش تصویری پرسپولیس (۱) ۲–۲ (۴) استقلال | لینک دوم |
| فینال      | ۱۳ شهریور ۱۳۹۹ | مشهد، ایران  | گزارش تصویری استقلال ۲–۳ تراکتورسازی      | لینک دوم |

| مرحله     | تاریخ بازی     | شهر         | لینک اول                          | لینک دوم |
| پلی‌آف ۱   | ۵ بهمن ۱۳۹۸    | دبی، امارات | گزارش تصویری استقلال ۳–۰ الکویت   | لینک دوم |
| پلی‌آف ۲   | ۸ بهمن ۱۳۹۸    | دوحه، قطر   | گزارش تصویری استقلال ۵–۰ الریان   | لینک دوم |
| گروهی     | ۲۱ بهمن ۱۳۹۸   | اربیل، عراق | گزارش تصویری الشرطه ۱–۱ استقلال   | لینک دوم |
| گروهی     | ۲۸ بهمن ۱۳۹۸   | کویت، کویت  | گزارش تصویری الاهلی ۲–۱ استقلال   | لینک دوم |
| گروهی     | ۳۰ شهریور ۱۳۹۹ | دوحه، قطر   | گزارش تصویری استقلال ۱–۱ الشرطه   | لینک دوم |
| گروهی     | ۲ مهر ۱۳۹۹     | الوکره، قطر | گزارش تصویری استقلال ۳–۰ الاهلی   | لینک دوم |
| ۱/۸ نهایی | ۵ مهر ۱۳۹۹     | الوکره، قطر | گزارش تصویری استقلال ۱–۲ پاختاکور | لینک دوم |

## مصدومان فصل
| مصدومان استقلال در فصل ۹۹–۱۳۹۸ | مصدومان استقلال در فصل ۹۹–۱۳۹۸ | مصدومان استقلال در فصل ۹۹–۱۳۹۸ | مصدومان استقلال در فصل ۹۹–۱۳۹۸ | مصدومان استقلال در فصل ۹۹–۱۳۹۸ | مصدومان استقلال در فصل ۹۹–۱۳۹۸ |
| رده                            | نام                            | بازی                           | تاریخ مصدومیت                  | تاریخ پایان مصدومیت            | نوع مصدومیت                    |
| ------------------------------ | ------------------------------ | ------------------------------ | ------------------------------ | ------------------------------ | ------------------------------ |
| ۱                              | شیخ دیاباته                    | نفت مسجدسلیمان                 | ۲۴ شهریور ۱۳۹۸                 | ۲۹ مهر ۱۳۹۸                    | قفسه سینه                      |
| ۲                              | محسن کریمی                     | ذوب‌آهن                         | ۴ مهر ۱۳۹۸                     | ۱ خرداد ۱۳۹۹                   | رباط صلیبی                     |
| ۳                              | داریوش شجاعیان                 | سایپا                          | ۲۹ مهر ۱۳۹۸                    | ۱ خرداد ۱۳۹۹                   | رباط صلیبی                     |
| ۴                              | سیاوش یزدانی                   | سپاهان                         | ۹ آذر ۱۳۹۸                     | ۱ خرداد ۱۳۹۹                   | همسترینگ پا                    |
| ۵                              | عارف غلامی                     | داماش تهران (دوستانه)          | ۲۸ دی ۱۳۹۸                     | ۸ اسفند ۱۳۹۸                   | همسترینگ پا                    |
| ۶                              | شیخ دیاباته                    | نفت مسجدسلیمان                 | ۱۲ بهمن ۱۳۹۸                   | ۱ خرداد ۱۳۹۹                   | عضله چهار سر ران               |
| ۷                              | مهدی قایدی                     | الشرطه عراق                    | ۲۱ بهمن ۱۳۹۸                   | ۴ اسفند ۱۳۹۸                   | همسترینگ پا                    |
| ۸                              | رضا آذری                       | هوادار (دوستانه)               | ۲۳ خرداد ۱۳۹۹                  | ۳ آذر ۱۳۹۹                     | رباط صلیبی                     |
| ۹                              | مرتضی تبریزی                   | رایکا بابل (دوستانه)           | ۲۸ خرداد ۱۳۹۹                  | پایان فصل                      | رباط صلیبی                     |
| ۱۰                             | میلاد زکی‌پور                   | رایکا بابل (دوستانه)           | ۲ تیر ۱۳۹۹                     | ۸ تیر ۱۳۹۹                     | ؟                              |
| ۱۱                             | امیرارسلان مطهری               | فولاد خوزستان                  | ۴ تیر ۱۳۹۹                     | ۲۷ تیر ۱۳۹۹                    | همسترینگ پا                    |
| ۱۲                             | سیاوش یزدانی                   | سایپا                          | ۹ تیر ۱۳۹۹                     | ؟                              | همسترینگ پا                    |
| ۱۳                             | علی دشتی                       | تمرین تیم                      | ۱ مرداد ۱۳۹۹                   | ۱۷ مرداد ۱۳۹۹                  | ؟                              |
| ۱۴                             | علی کریمی                      | پیکان                          | ۲۵ مرداد ۱۳۹۹                  |                                |                                |
| ۱۵                             | روزبه چشمی                     | پیکان                          | ۲۵ مرداد ۱۳۹۹                  |                                |                                |
| ۱۶                             | وریا غفوری                     | الاهلی عربستان                 | ۲ مهر ۱۳۹۹                     |                                | همسترینگ پای چپ                |

تاریخ به‌ روز رسانی: ۵ مهر ۱۳۹۹